# الدولة العثمانية في الحرب العالمية الأولى
شاركت الدولة العثمانية في الحرب العالمية الأولى بوصفها إحدى قوى المركز. ودخلت السلطنة الحرب بعد شن هجوم مفاجئ على ساحل البحر الأسود الروسي في 29 أكتوبر 1914، وردت روسيا بإعلان الحرب في 5 نوفمبر 1914. فقد حاربت القوات العثمانية الوفاق في البلقان و‌مسرح الشرق الأوسط في الحرب العالمية الأولى. كانت هزيمتها في الحرب سنة 1918 حاسمة في تفككها وانهيارها سنة 1921.

## الخلفية والوضع الاقتصادي
كانت الدولة العثمانية في حالة سيئة للغاية عندما اندلعت الحرب العالمية الأولى في أغسطس 1914. حيث عانت لتوها من خسائر فادحة للغاية في حروب البلقان من 1912 إلى 1913، وكان جيشها في خضم عملية إعادة تنظيم كبرى كانت تجري بناءً على النصائح الألمانية، ولكنها لم تسفر بعد عن النتائج المرجوة. فالخسائر الإقليمية الكبيرة التي تكبدتها منذ 1910 - بالإضافة إلى الخسائر السابقة منذ 1878 - في المعارك المختلفة التي هُزِم فيها، والنفقات العسكرية المستمرة بسبب كل من هذه الخسائر والقتال مع المتمردين وازدادت حالة الخزانة المالية للسلطنة صعوبة مع قتالها مع المتمردين الألبان والعرب.
أدت الخسائر المستمرة في الأراضي منذ 1878 إلى انخفاض عدد السكان الأوروبيين للإمبراطورية من نصف إلى خُمس العدد الإجمالي. وفي صراعات 1912 و 1913 فقدت الدولة 32.7٪ من أراضيها و 20٪ من سكانها.
| عدد السكان (بالمليون، 1914) |
|                             |
| Según Erickson, p. 16.      |

| إنتاج الفحم (بألف طن، 1914) |
|                             |
| Según Erickson, p. 16.      |

| متوسط سكك الحديد (m por km², 1914) |
|                                    |
| Según Erickson, p. 16.             |

كانت الدولة لا تزال متخلفة اقتصاديًا: فإنتاج الفحم فيها أقل بكثير من إنتاج القوى العظمى؛ والحديد والصلب لا يكاد يذكر، ومثلها في الصناعة الكيميائية؛ وخطوط السكك الحديدية لا تزال نادرة جدًا بالنسبة للتوسع الكبير للإمبراطورية. كان توريد الأسلحة يعتمد على مسبك واحد للمدافع والأسلحة الخفيفة، ومصنع ذخيرة واحد، ومصنع واحد للبارود للدولة بأكملها. كانت تقع على أطراف العاصمة بجوار بحر مرمرة، في منطقة معرضة جدًا للهجمات الخارجية. جعلت الصناعة المحدودة جلب الأسلحة والذخيرة يعتمد بالكامل تقريبًا على الاستيراد الخارجي. أما وضعها المالي، فقد كانت السلطنة تعاني من عجز مستمر منذ سنة 1911. تم استخدام 30٪ من الميزانية الوطنية لسداد الدين الخارجي. كانت الدولة على وشك الإفلاس عندما اندلعت الحرب العالمية.
بالنظر إلى الوضع العسكري والمالي العثماني السيئ، لم يكن لدى أي من حكومات القوى الأوروبية العظمى حماس كبير للتحالف معها، لكن قيصر ألمانيا فيلهلم الثاني حث حكومته على توقيع معاهدة تحالف معها، حيث تم التوقيع عليها في 29 أغسطس 1914. من حيث المبدأ توقع القادة العسكريون الألمان من العثمانيين أن يصرفوا انتباه بعض الجيوش الروسية والبريطانية أثناء انتصارهم في الحرب من خلال خطة شليفن. وعندما فشلت في خريف 1914، بدأ الألمان للضغط على العثمانيين للدخول في الحرب. ظل الاتفاق سرا، وكان العثمانيون الذين كانوا في وضع خطير - في ظروف اقتصادية وعسكرية سيئة- غير متأكدين من رد فعل بلغاريا ورومانيا، وكانوا عرضة للانتقام من الحلفاء، وبدون موقف موحد من الحكومة تأجل الدخول في الصراع.
في 6 أغسطس وقع طلعت باشا اتفاقية سرية أخرى مع بلغاريا، تلزم البلدين بالدفاع عن بعضهما ضد أي عدوان من أي دولة من دول البلقان.

## الدولة العثمانية والحرب

### أهداف العثمانيين ومطالب القوى

#### أهداف العثمانيين من الحرب

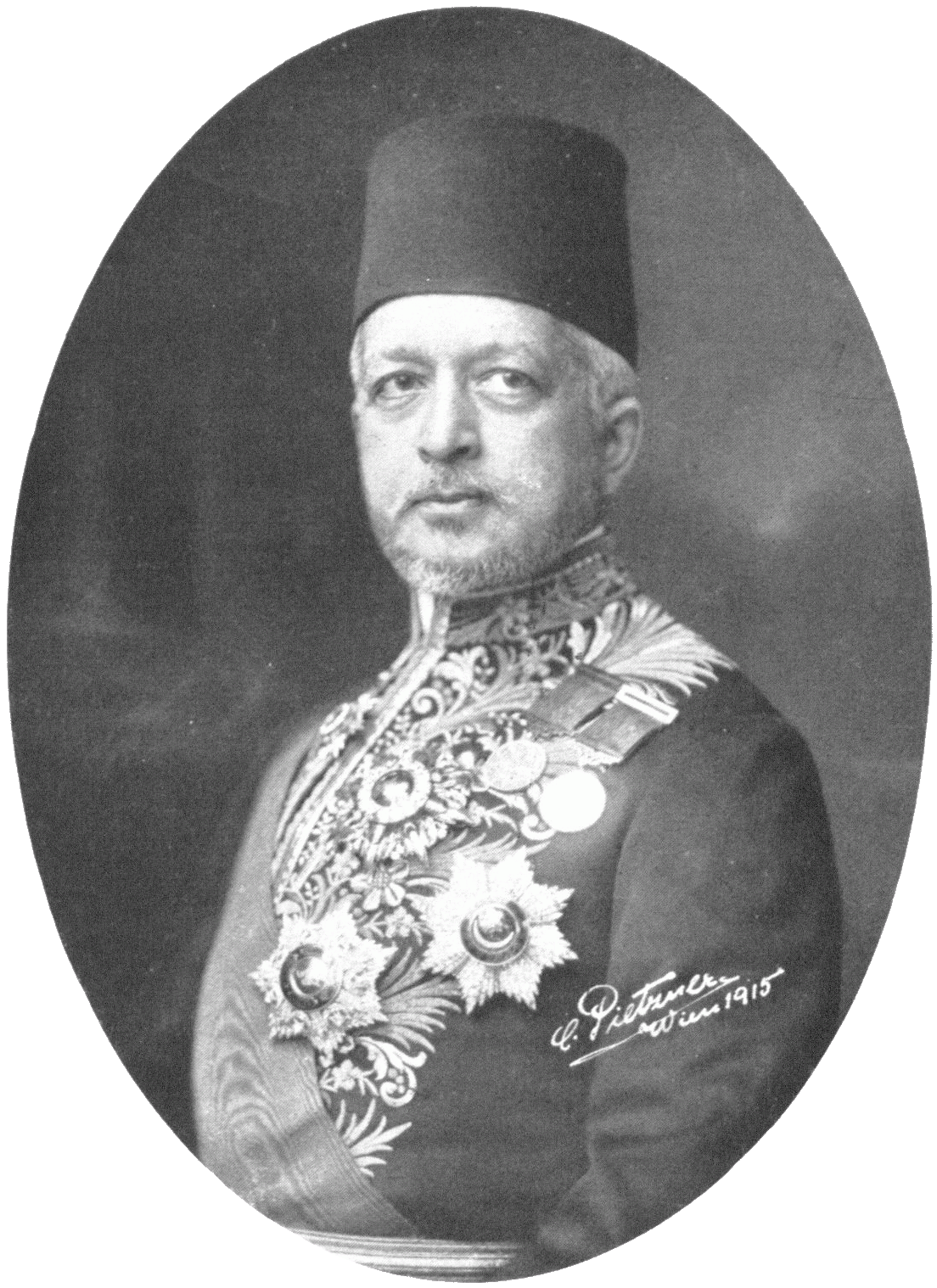
الصدر الأعظم سعيد حليم باشا موقع التحالف الألماني العثماني في 1914.

من أسباب تورط الدولة العثمانية في الحرب هو رغبتها باسترداد أراض لها فقدتها في صراعات سابقة، وكذلك رغبتها بالتخلص من للقوى العظمى التي أجبرتها على منحها امتيازات. فقد أراد وزير الدفاع أنور باشا استعادة الأراضي في بحر إيجة والقوقاز، وكامل شبه الجزيرة العربية، وجزء من شمال إفريقيا. وكذلك سعي العثمانيين الطلب من ألمانيا لحمايتهم من روسيا منذ عهد بسمارك سببًا مهمًا للقرار العثماني بالارتباط بقوى المركز الأوروبية. بالنسبة لقادة جمعية الاتحاد والترقي، فقد اعتقدوا أن الحرب ستسمح للسلطنة بانتقال جذري إلى دولة حديثة ومنفردة عن أي تدخل أجنبي، وإلغاء الامتيازات المالية والتجارية التي حصلت عليها تلك القوى العظمى، وكذلك الحصول على دعم السكان.
في البداية تردد الألمان في ربط أنفسهم بدولة ضعيفة، إلا أنهم غيروا موقفهم بعدما أصبحت الحرب بين النمسا-المجر وصربيا أكثر احتمالية. كان الهدف هو الحصول على حلفاء جدد لتعزيز موقع النمسا-المجر في البلقان.
تجنبت المفاوضات بين العثمانيين وقوى المركز التطرق إلى الأهداف السابقة للحرب. ولكن سرعان مااصطدم مشروع الوحدة التركية لأنور باشا -وهو إعادة توحيد جميع السكان الناطقين بالتركية في دولة واحدة- مع الخطط الألمانية في القوقاز وآسيا.
في مفاوضات السلام مع روسيا سنة 1915 أعرب العثمانيون عن رغبتهم في رؤية تغيير في وضع مضائق البحر الأسود، المنصوص عليها في معاهدتي باريس 1856 وبرلين 1878؛ وكرروا رغبتهم في ذلك سنة 1916. وحاول الدبلوماسيون الألمان والأتراك خلال الأشهر الأولى من 1915 -قبل غزو المركز لوارسو- وفي سنة 1916 الاتفاق مع الروس حتى يخرجوهم من الصراع. لم يكن وضع مضائق البحر الأسود هي القضية الوحيدة التي اختلفت فيها قوى المركز مع الروس: فقد اختلفوا أيضًا حول الحدود مع إيران والتأثير الذي يجب أن يتمتع به العثمانيون والروس في هذا البلد؛ نوقش توزيع مناطق النفوذ وحتى الأراضي الإيرانية باستفاضة من قبل دبلوماسيي الدولتين العدوتين.
في 25 ديسمبر 1916 حدد وزير خارجية السلطنة الأهداف في حالة الانتصار في الحرب: استعادة الأراضي التي احتلها الحلفاء في 1914، وانهاء الاحتلال البريطاني لمصر وقبرص. بالإضافة إلى ذلك سعى العثمانيون إلى الحصول على موطئ قدم على شواطئ البحر الأسود الروسي، وبالخصوص ميناء كونستانتسا. لذا حاول القادة العثمانيون بدعم عسكري ألماني الحصول على تعويض إقليمي في جنوب القوقاز.
علاوة على ذلك أدى دخول بلغاريا الحرب إلى تغيير الوضع في منطقة البحر الأسود. وكان الملك فرديناند قد طالب بثمن لتحالفه مع قوى المركز بتنازلات إقليمية معينة في تراقيا على حساب العثمانيين.
وفي سنة 1918 مستغلين الهزيمة العسكرية الروسية، نجح الممثلون العثمانيون في إقناع الروس بإخلاء الأراضي العثمانية التي ما زالوا يحتلونها، وأبدوا رغبتهم في الحصول على مناطق شاسعة من القوقاز الروسي.

#### إلغاء الامتيازات الأجنبية
في 10 سبتمبر 1915 ألغى وزير الداخلية طلعت باشا الامتيازات الأجنبية، فثبت في نفس اليوم الصدر الأعظم سعيد حليم باشا ذلك الإلغاء (الذي له سلطة الإلغاء)، مما أنهى الامتيازات الخاصة التي كانت تمنح للمواطنين الأجانب. رفض أصحاب الامتيازات الاعتراف بعمله (باعتباره إجراء من جانب واحد). أعرب السفير الأمريكي عن وجهة نظر القوى العظمى بقوله:
«إن نظام الامتياز كما هو معمول به في السلطنة ليس مؤسسة مستقلة تابعة لها، ولكنه نتيجة لمعاهدات دولية واتفاقيات دبلوماسية وأفعال تعاقدية من أنواع مختلفة. وبالتالي لا يمكن تعديل أي جزء من أجزائه، ولا تلغيه الحكومة العثمانية بعد تفاهم مع الدول المتعاقدة. - هنري مورغنثاو.»
إلى جانب الامتيازات كانت هناك قضية أخرى تطورت معها، ألا وهي الدين والسيطرة المالية (استحداث إيرادات) على السلطنة، وهما متشابكين في ظل مؤسسة واحدة، حيث كان مجلس إدارتها يتألف من القوى العظمى بدلاً من العثمانيين. لا توجد سيادة على هذا الوضع. يمكن للدين العام أن يتدخل في شؤون الدولة بالفعل، لأنه سيطر على مامجموعه ربع إيرادات الدولة. كانت إدارة الدين العام العثماني هي التي تدير الدين، حيث امتدت سلطتها إلى البنك العثماني (وهو البنك المركزي للسلطنة). سيطرت إدارة الدين على العديد من إيرادات السلطنة الهامة. كان للمجلس سلطة على كل الشؤون المالية. وامتدت سيطرته لتحديد الضريبة على الثروة الحيوانية في المناطق. كان الدين العام العثماني جزءًا من مخطط أكبر للسيطرة السياسية، سعت من خلاله المصالح التجارية للقوى العظمى إلى اكتساب مزايا قد لا تكون في مصلحة السلطنة. فكان الهدف المباشر لإلغاء الامتيازات ووقف سداد الديون الخارجية هو تقليص القبضة الأجنبية على الاقتصاد العثماني؛ أما الهدف الثاني -وهو الهدف الذي يعلق عليه وزن سياسي كبير- هو إخراج غير المسلمين من الاقتصاد عن طريق تحويل الأصول إلى الأتراك المسلمين وتشجيع مشاركتهم في العقود والإعانات الحكومية.

#### نيل جزئي لأهداف العثمانيين من الحرب

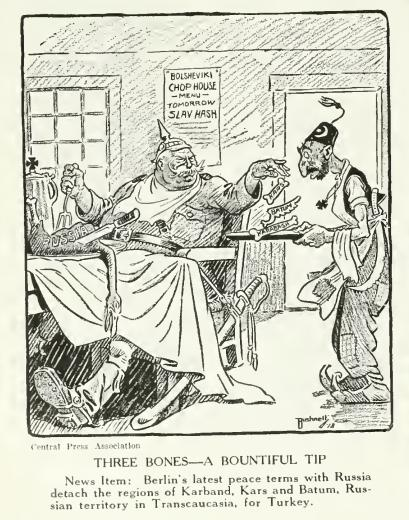
تحقيق أهداف الحرب العثمانية وهي كاربند وقارص وباطومي، بحسب رسام الكاريكاتير الأمريكي إلمر أندروز بوشنيل.

أدى انهيار القوة الروسية في القوقاز إلى تغذية الطموحات العثمانية في المنطقة. ففي فبراير 1918 عرض وزير الخارجية العثماني نسيمي بيك المطالبات المتعلقة بالمنطقة، مسلطًا الضوء على الاختلافات بين العثمانيين والألمان. ووفقًا للرؤية الألمانية لتوزيع المنطقة، يجب أن تكون مرتبطة بالرايخ. وفي 11 مايو في باطومي، طالب المبعوثون العثمانيون باستعادة حدود 1828 بين السلطنة وروسيا، بينما أراد الألمان الإعلان من الناحية النظرية دولة قوقازية مستقلة، لكنها في الواقع مرتبطة سياسياً واقتصادياً ببرلين. فالموقف الألماني الذي تعارض بوضوح مع الطموحات العثمانية القوقازية، دفع بالعثمانيين إلى تطبيق إستراتيجية الأمر الواقع أمام حليفهم، وزيادة وجودهم في المنطقة، واحتلال مناطق جديدة، حتى لو كان ذلك ينتهك أحكام معاهدة بريست ليتوفسك. أجبر هذا الألمان على السعي علنًا لعقد اتفاق مع الحكومة العثمانية بشأن القوقاز. ومن ناحية أخرى اصطدمت طموحات قوى المركز مع طموحات الدول الجديدة التي نشأت من تفكك الإمبراطورية الروسية البائدة: أرمينيا وأذربيجان وجورجيا.

#### الأطماع في الأراضي العثمانية
كانت جميع القوى المتحاربة تريد أن يتفاقم الانحطاط العثماني: حتى أن بعض حلفاءها طالبوا ببعض الأراضي لأنفسهم. فقد كانت من بين شروط الملك البلغاري فرديناند للانضمام إلى قوى المركز، هو ترسيم الحدود التركية البلغارية في تراقيا لصالحه. وفي 19 سبتمبر 1918 طالبت الحكومة البلغارية بعد المزايا التي نالتها السلطنة في القوقاز، بالمزيد من أراضي تراقيا العثمانية.
ومن جانبها، طالبت الإمبراطورية الألمانية التي كانت تمثل الدعم المالي الرئيسي للعثمانيين أثناء الحرب بتنازلات اقتصادية؛ بدءًا من 1917 وضع المسؤولون عن السياسة الاقتصادية الألمانية خطة للتوسع السياسي والاقتصادي في السلطنة. مكنت الديون الهائلة التي تم التعاقد عليها مع البنوك الألمانية للألمان بجمع سلسلة طويلة من المزايا التي كانوا يرغبون في الحصول عليها من حكومة الباب العالي، والتي كانت ستعادل خضوع اقتصاد السلطنة للسيطرة الألمانية، ومنها: السيطرة على آبار النفط من بلاد مابين النهرين، وامتيازات التعدين وتصاريح الملاحة في نهري دجلة والفرات. ولضمان استرداد القروض الممنوحة لها، وضع القادة السياسيون والاقتصاديون الألمان في 7 أبريل 1917 قائمة دقيقة للأهداف التي كان على الرايخ تحقيقها في الدولة العثمانية: السيطرة على أحواض التعدين - وتقع بالقرب من سكة حديد بغداد وغيرها - سواء من خلال التنازلات المباشرة للشركات الألمانية أو من خلال ملكية الأغلبية في المشاريع المشتركة التركية الألمانية. وكانوا يأملون في توحيد المجال السياسي في المجال الاقتصادي، المتجسد في سلسلة من الاتفاقيات السياسية والعسكرية بين برلين واسطنبول.
في صيف 1918 وبعد معركة أميان كان تحقيق أهداف الحرب الألمانية فيما يتعلق بالدولة العثمانية يستلزم إخضاع الأخيرة اقتصاديًا لألمانيا، من خلال منح السيطرة على الاقتصاد العثماني لشركاتهم، على افتراض أنه تعويض عن قروض الحرب؛ وجزء من خطة السيطرة الاقتصادية، طالب الدبلوماسيون الألمان في 9 أغسطس بتسليمهم حق استغلال آبار النفط في العراق.
ومن ناحية أخرى دفع تحالف العثمانيين مع قوى المركز بإعطاء الحلفاء خططًا جديدة لتقسيم أراضيهم فيما بينهم. بعد دراسة مسودات عديدة للتوزيع الإقليمي، تجسد الاتفاق النهائي بين أعضاء الوفاق في وثيقة مؤرخة في 9 مارس 1916: سيتم تخصيص الساحل الشرقي وقيليقية وأضنة والموصل لفرنسا؛ وبلاد الرافدين إلى المملكة المتحدة؛ وستستولي روسيا على أرمينيا وكردستان وستحصل على الحق في عبور مضائق البحر الأسود بحرية. وحسب اتفاقية سانت جان دي مورين اللاحقة في 19 أبريل 1917، ستحصل إيطاليا على منطقة أزمير. وتكون فلسطين تحت السيطرة الدولية المشتركة. بالإضافة إلى هذه الاتفاقيات، سعى الروس إلى تحقيق أهدافهم بأنفسهم: فقد واصلوا توسعهم جنوبًا الذي بدأ منذ عهد القيصر بطرس الأكبر، حيث أكد كل من القيصر والحكومة الروسية المؤقتة اللاحقة رغبتهم في غزو إسطنبول ومضائق البحر الأسود.

#### الحياد المزعوم
فاجأ اندلاع الحرب في أغسطس 1914 القادة العثمانيين. لم تكن السلطنة مستعدة للمشاركة في معركة جديدة: فجيوشها مشتتة ولم تكن العاصمة إسطنبول محمية من أي توغل محتمل للحلفاء.
ولكن مذكرة بخط يد الإمبراطور فيلهلم الثاني بناء على طلب من رئيس البعثة الألمانية في الأستانة أوتو ليمان فون ساندرز بتاريخ 29 يوليو 1914 بددت أي شك حول نية العثمانيين للمشاركة في الصراع الوشيك. وبتواطؤ ألمانيا حافظ القادة العثمانيون على موقف مبهم مع الجانبين. وعندما جاءوا للتفاوض مع الحلفاء، على سبيل المثال بدأ أنور باشا المحادثات معهم في 9 أغسطس: قدم إلى السفير الروسي المطالب العثمانية بشأن البلقان والتي تضمنت استعادة تراقيا الغربية وجزر بحر إيجة. ومع ذلك كانت احتمالية عقد صفقة مع الحلفاء ضئيلة: ففي يوليو سافر جمال باشا إلى باريس لطلب عبثاً عودة دوديكانيسيا من إيطاليا، وفي الوقت الذي كانت فيه المفاوضات مع الحلفاء جارية رفض البريطانيون تسليم السفينتين الحربيتين العثمانيتين «السلطان عثمان» و«الرشادية» اللتين صنعتا في أحواض بناء السفن في المملكة المتحدة في 28 يوليو وقاموا باستيلاء عليها دون أن يعيدوا للعثمانيين سبعة ملايين ونصف المليون جنيه التي دفعوها لهم. مما أدى بشكل قاطع إلى ميل الدولة العثمانية نحو الألمان.
نظرًا للصعوبة الكبيرة في تعبئة الجيش بسبب ضعف الاتصالات في البلاد، حيث بدأت العملية في 2 أغسطس، وعلى الرغم من أن الهدف من حيث المبدأ هو الدفاع عن أراضي السلطنة وعدم القيام بأي هجوم. إلا أن العملية كانت بطيئة، ولم تكتمل التعبئة حتى أوائل نوفمبر. ومن أصل اثني عشر فيلقًا المكونة للقوات المسلحة، تم تكليف ستة منها في العاصمة ومنطقة تراقيا، وثلاثة منها أرسلت إلى الحدود الروسية، وواحدة نحو إزمير، والباقي إلى بلاد الشام والجزيرة العربية.
وفي 10 أغسطس ظهرت طرادات ألمانية أمام دفاعات إسطنبول، ونالت إذن الدخول إلى المضائق، مما عد انتهاكا لاتفاقية 1841 التي تحكم العبور عبر مضيق البحر الأسود. فالحماية الممنوحة للطرادات الألمانية التي كانت هاربة من الأسطول الإنجليزي ولجأت إلى السواحل العثمانية دفعت الحكومة العثمانية إلى الوقوف بشكل علني مع قوى المركز؛ فتم تعيين الأدميرال فيلهلم سوشون قائد الطرادين الراسيين في إسطنبول قائدًا للبحرية العثمانية في 6 أغسطس، بينما تولى نائبه الأدميرال جويدو فون يوزدوم قيادة الدفاعات الساحلية للعاصمة. وفي 9 سبتمبر أقال العثمانيون البعثة البحرية البريطانية لتقديم المشورة للبحرية العثمانية. وفي الأسابيع التالية سارع العثمانيون وحلفائهم إلى حصار مضيق الدردنيل لمنع مرور قوات العدو. واعتبارًا من 26 سبتمبر منع العثمانيون مرور سفن الشحن عبر المضيق.
على الرغم من أن دخول العثمانيين في حربهم لم ينتج عنه فوائد فورية لقوى المركز، إلا أنه أضر بالحلفاء على المدى المتوسط، لأن إغلاق حركة المرور في مضيق البحر الأسود أعاق التبادلات بين روسيا وحلفائها في أوروبا الغربية. سهّل تحالف العثمانيين مع ألمانيا والإمبراطورية النمساوية المجرية أيضًا الهجمات المحتملة على الطريق بين مصر والمحميات البريطانية وحتى الهند. ومن ناحية أخرى أدى الدخول في الصراع إلى انقسام في الحكومة العثمانية: رغب الممثل الرئيسي للنظام أنور باشا في المشاركة في الحرب في أسرع وقت ممكن، بينما فضل آخرون مثل عزت باشا الحفاظ على الموقف الغامض مع الأطراف المتنازعة، أما الصدر الأعظم ووزير الخارجية سعيد حليم باشا فقد كان مترددًا.

#### الباب العالي والرايخ

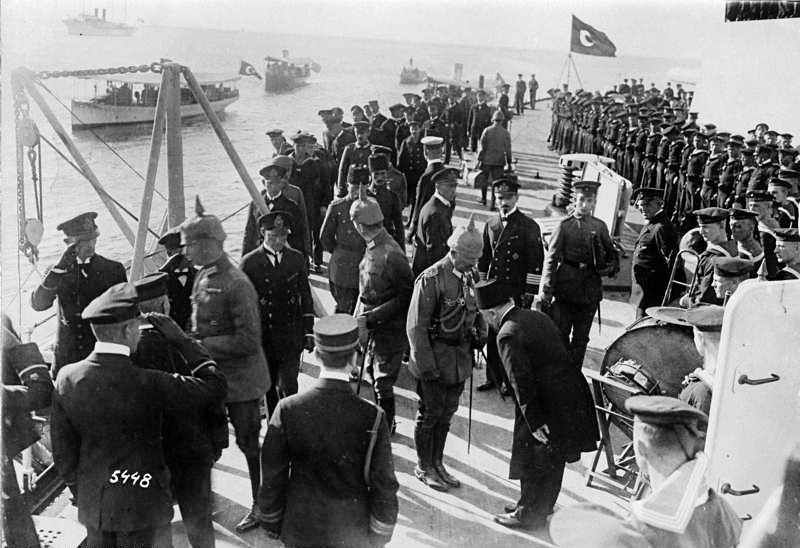
زيارة الإمبراطور الألماني فيلهلم الثاني إلى إسطنبول في أكتوبر 1917. حيث كان على متن الطراد طراد ياووز (جوبان سابقا) ويتحدث مع شخصيات عثمانية.

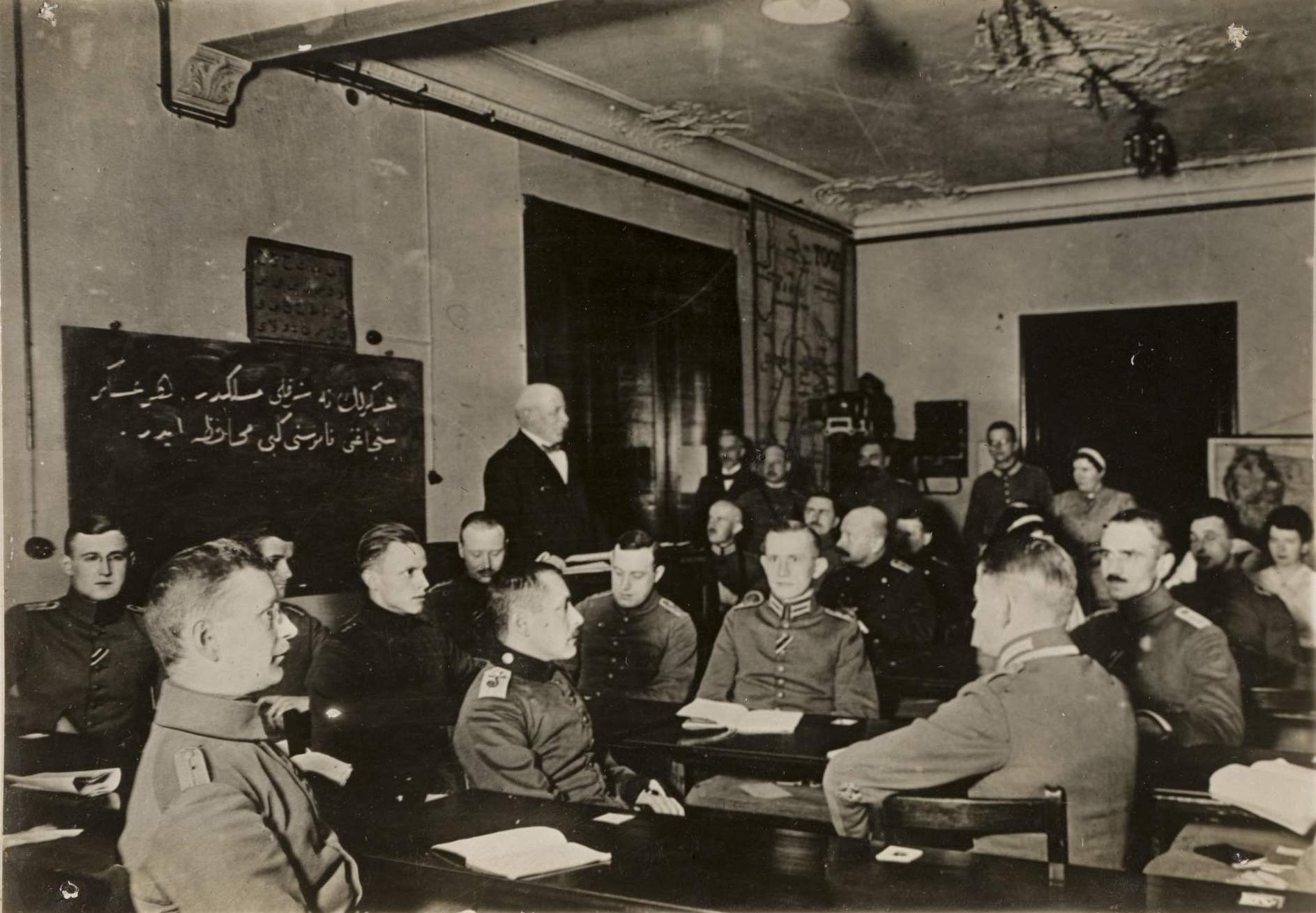
ضباط ألمان في برلين يتعلمون اللغة التركية سنة 1914.

بدأت الدولة العثمانية أواخر القرن التاسع عشر بإقامة روابط سياسية واقتصادية مع الإمبراطورية الألمانية. ولتجنب عواقب إغلاق البريطانيين لقناة السويس أمام السفن الألمانية، وتأثرًا بالأمور الجيوسياسية في ذلك الوقت خطط فيلهلم الثاني لبناء خط سكة حديد بين ألمانيا والخليج العربي يمر على إسطنبول وبغداد والبصرة. بالإضافة إلى خط السكة الحديد هذا أراد السلطان عبد الحميد أن يبني خطًا آخر نحو الحجاز؛ أدت المعارضة البريطانية لمشروع سكة حديد بغداد، وقد حالت دون ذلك إلى قيام السلطنة بتقوية علاقاتها مع ألمانيا بدءًا من 1906.
بعد الهزائم المتتالية في الحرب الإيطالية التركية وحرب البلقان، طلبت الحكومة العثمانية من الألمان إرسال بعثة عسكرية لإعادة تنظيم القوات المسلحة. حيث أرسلت في صيف 1914 بعثة ضمت سبعين فردًا بقيادة قائد سلاح الفرسان أوتو ليمان فون ساندرز.
على الرغم من ارتباط الدولة العثمانية بالرايخ، إلا أنها لم تخض الحرب في أغسطس 1914. وكان حيادها في تلك الفترة مناسباً جدًا للألمان. ولكن أدت الانتكاسات التي عانت منها قوى المركز (في فرنسا وغاليسيا وصربيا) في نهاية صيف 1914 إلى تشكك السلطات العثمانية في استصواب خوضها الحرب إلى جانبهم، على الأقل حتى اكتمال التعبئة العسكرية، وتلقي المساعدة المالية وتحسن الوضع العسكري في الجبهة. وفي 17 سبتمبر ثم في 11 أكتوبر أعرب السفير الألماني في الأستانة عن رغبة حكومته بالتعاون مع السلطنة ووعد بتقديم مساعدات مالية. وفي أواخر أكتوبر دخلت السلطنة الحرب، حيث تولى المستشارون الألمان مناصب في هيئة الأركان العامة العثمانية وفي قيادة بعض الفيالق، على الرغم من أن الجزء الأكبر من الفيالق ظل تحت قيادة الضباط العثمانيين.
ازداد التسلح العثماني بعد شراء الطرادين الألمانيين. كما تم تجديد دفاعات المضائق، التي أشرف على أعمالها مهندسون عسكريون ألمان. فتم حظر مرور سفن الحلفاء في مضيقي البوسفور والدردنيل. وكذلك تم تجهيز الدفاعات التي تعرقل حركة الملاحة البحرية. ووضعت مدفعية الساحل - أكثر من مائة مدفع من العيار الثقيل - والألغام في المضائق، وهو ماعد انتهاكا لمعاهدة باريس 1856. وتم تجهيز قاذفات الطوربيد المثبتة على الشاطئين الأوروبي والأسيوي من المضيق. وجود تلك القوات يعني عدم الحاجة إلى نشر أعداد كبيرة من المشاة للدفاع عن هذا القطاع الحيوي، ولهذا السبب تم تخصيص عدد قليل من وحدات المشاة في منطقة المضيق مع بداية 1915.
بعد هزيمة الصرب في خريف 1915 فتحت المواصلات البرية بين السلطنة وأوروبا الوسطى، فأصبحت المساعدات الألمانية أسهل. وكان ذلك ضروريًا للتخفيف من معاناة السلطنة، التي لديها نقص حاد للغاية في الأسلحة والذخيرة منذ دخولها الحرب. انعكس ذلك في شحن الإمدادات إلى الجيش العثماني الذي كان يعتمد كليًا على الصناعة العسكرية من عتاد والفحم الذي يستهلك منه العثمانيون 8000 طن شهريًا للاستخدام العسكري والمدني. وفي سنة 1916 أرسل الألمان للعثمانيين مائة وثمانين ألف طن من فحم اللجنيت ومائة وثلاثين ألفًا طن من أنواع الفحم الأخرى. بالإضافة إلى أسلحة ومعدات السكك الحديدية، التي دفعوا ثمنها بالطعام والمواد الخام. كما ازداد عدد القوات والمستشارين العسكريين، ووصل في 1918 إلى 25,000 جندي بكتائب وأفواج، وقد حظيت البعثات العسكرية الألمانية بالنفوذ داخل السلطنة. كانت الحرب هي الجانب الأسهل في التعاون بين الألمان والعثمانيين، أما فيما يتعلق بأهداف الحرب أو السياسة الداخلية العثمانية أو الأمور المالية، فقد كان التعاون أكثر صعوبة.
أما من ناحية الدعم المالي: فقد تلقت الحكومة في 1917 ثلاثة مليارات مارك في شكل قروض، وهي ضرورية لتحمل نفقات الحرب. أعطى الاعتماد المالي العثماني على ألمانيا حكام برلين القدرة على التأثير في السياسة العثمانية، وهي وسيلة لتحقيق أهدافهم الإمبراطورية. ومع ذلك نجح الساسة العثمانيون بمهارة كبيرة في الحد من التوسع الاقتصادي والمالي الألماني، ومنعوا ممتلكات الدول المعادية في أراضي السلطنة من الوقوع في أيدي الشركات الألمانية.
وأيضًا كان النفوذ السياسي الألماني في السلطنة ضعيفًا، وظهر واضحًا مع ترحيل السكان الأرمن، حيث فشل الألمان في إيقافه. أما في بعض الحالات مثل حماية السكان اليهود في فلسطين، فقد كان العثمانيون أكثر تساهلًا مع الألمان، لكنهم عمومًا لم يتقبلوا اقتراحات برلين السياسية.

### الدخول في الصراع
بعد هزائم ألمانيا في صيف 1914 وانتقال الحرب إلى حرب استنزاف، بدأ الألمان بمطالبة حلفائهم العثمانيون بتنفيذ المعاهدة السرية التي وقعت في 2 أغسطس 1914 والتدخل الفوري في الحرب. لم يرغب غالبية أعضاء جمعية الاتحاد والترقي والحكومة في القيام بذلك، لكن الأقلية التي تزعمها أنور باشا أصرت على تلبية المطالب الألمانية، مقتنعين بقدرتهم على الحصول على مكاسب أفضل في حالة الانتصار عما إذا تأخر دخولهم الحرب. وقد استغرق ثلاثة أشهر مابين التوقيع على التحالف السري ودخول السلطنة الحرب.
بعد انقلاب 1913 سيطر الباشوات الثلاثة وبدعم من الجيش على السياسة العثمانية. فقرروا دخول الحرب دون استشارة السلطان أو الصدر الأعظم. حيث أخروا القرار حتى رأوا أن تحالفهم مع ألمانيا في خطر إذا تم تأجيله مرة أخرى. ودخولهم الحرب أتت من قناعة بضرورة الحفاظ على الروابط مع الرايخ.
بعد توقيع معاهدة التحالف الأولى في أغسطس 1914 بدأ في أكتوبر التفاوض بشأن اتفاقية جديدة أخرى، حيث تم التوصل إليها في يناير 1915 وهي أكثر موائمة للعثمانيين. وكانت المعاهدة الأصلية دفاعية بشكل أساسي ضد روسيا، وقد أراد العثمانيون تسوية مسائل أخرى مع ممالك أوروبا الوسطى.

#### إعلان الحرب
في نهاية أكتوبر تم بيع الطرادين الألمانيين إس إم إس جوبان وإس إم إس بريسلاو بسعر بخس للعثمانيين. ومما عجل دخولهم الحرب هو استخدامهما مع سفن حربية أخرى في قصف الموانئ الروسية في أوديسا وسيفاستوبول ونوفوروسيسك فأغرقوا عدة سفن روسية صغيرة وسفينة ركاب فرنسية في الطريق. هذا الهجوم الذي لم توافق عليه الحكومة قد نفذ من خلال مؤامرة المستشارين العسكريين الألمان مع العناصر الموالية لألمانيا من الاتحاد والترقي، ولكنه أشعل حربًا بين روسيا والسلطنة. كانت العملية وسيلة لاستفزاز الوفاق لإدخال الدولة العثمانية في الحرب. بمجرد حدوث ذلك قررت غالبية الحكومة دعم المتآمرين وشن الهجوم. لكن العديد من الوزراء والصدر الأعظم عارضوا هذا القرار، ولكن دون جدوى. وفي 29 أكتوبر بدأت السلطنة الحرب بقطع علاقاتها الدبلوماسية مع الوفاق. وفي 2 نوفمبر أعلنت روسيا الحرب عليها.
كان على السلطان الذي لم يشارك في قرار إعلان الحرب على الروس، أن يعلن بصفته خليفة الجهاد ضد الوفاق الثلاثي.

#### الجهاد أداة الدعاية الألمانية العثمانية
منذ نهاية القرن التاسع عشر قدم الإمبراطور الألماني فيلهلم الثاني نفسه للعالم بأنه حامي للمسلمين، وتلك كانت جزءًا من سياسته الخارجية، وأعلن أثناء رحلته إلى دمشق سنة 1898:
ليطمئن جلالة السلطان وثلاثمائة مليون مسلم على وجه الأرض الذين يحترمونه كخليفة أن إمبراطور الألمان هو صديقهم الأبدي.
وقد استخدم الإمبراطور تلك الدعاية في 29 يوليو 1914 واقترح استخدام المشاعر الإسلامية ضد العدو. وبالتالي نصت معاهدة التحالف في 2 أغسطس 1914 على أن يعلن السلطان بصفته خليفة المسلمين الجهاد ضد الحلفاء. ومن أولى العمليات الحربية العثمانية التي نفذت بالتعاون الألماني والنمساوي المجري، كان الهجوم على مصر حيث استخدم الدعاية الإسلامية المكثفة لإضعاف الدفاعات البريطانية. إلا أن هذا الإجراء قد فشل فشلاً ذريعاً، سواء في مصر أو في بقية المستعمرات الإسلامية التي حكمها الحلفاء.
واستجابة لطلب ألمانيا أعلن السلطان الجهاد 84 في 14 نوفمبر 1914. ودعا شيخ الإسلام من إسطنبول إلى الجهاد، واستقبلت دعوته بحفاوة من عشرات الآلاف المسلمين. إلا أن حماس الولايات كان أقل منه من العاصمة، التي كان يُنظر إليها بوجود الباشوات الثلاثة وأنهم نتيجة ثورة تركيا الفتاة العلمانية، التي أطاحت في سنة 1909 بالسلطان عبد الحميد الثاني بطل الوحدة الإسلامية.
حاولت أجهزة التجسس العثمانية إقامة اتصالات مع ممثلي سكان شمال إفريقيا، حيث حاول الألمان بالتعاون مع العثمانيين بإشعال تمرد العرب والأمازيغ ضد الهيمنة الفرنسية. وقد استمرت انتفاضة السنوسية في ليبيا حتى 1918 على الرغم من قلة أهميتها بالنسبة للحرب العالمية. بالتوازي مع العمليات في شمال إفريقيا سعت قوى المركز إلى توسيع الحرب الإسلامية المقدسة لتشمل إمبراطوريات الأعداء الاستعمارية. فأرادوا زعزعة استقرار الهند البريطانية، وللقيام بذلك أرسل الألمان والعثمانيون حملات مشتركة إلى بلاد فارس. بالإضافة إلى ذلك نفذت كل من ألمانيا والسلطنة حملة تجنيد بين أسرى الحرب المسلمين. وأيضا حاول العثمانيون تسخير ولاء الألبان المسلمين للباب العالي لإثارة إمارة ألبانيا، أولاً من بوليا ثم من كورفو.
شجع ممثلو النمسا-المجر السلطان على اتباع هذا الخط، الذي نال أيضًا على موافقة السفارة الألمانية والمسؤولين عن السياسة الخارجية للرايخ. ومع ذلك فقد تناقضت الخطط الضخمة مع الموارد الضئيلة المخصصة لها، علاوة على ذلك سرعان ما أدرك مسلمو مستعمرات الوفاق أن الطموحات الإمبريالية الألمانية لا تختلف عن طموحات بقية القوى الأوروبية وأن لا ألمانيا ولا الدولة العثمانية تقدم لهم بأي حال الأموال والمواد اللازمة للتخلص من الهيمنة الاستعمارية. وهكذا كان تأثير الدعوة إلى الجهاد المقدس محدودًا.

## الباب العالي في الحرب

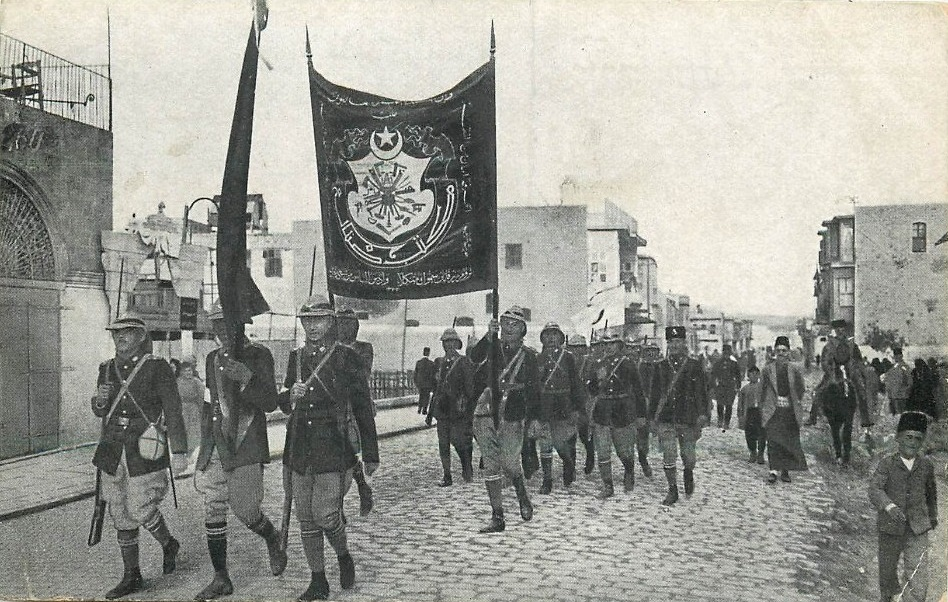
القوات العثمانية في حلب خلال الحرب.

### العثمانيون في الصراع

#### الجيش العثماني
استهلك الجيش العثماني الذي أعيد تنظيمه من خلال الإصلاحات التي رعتها البعثة العسكرية الألمانية، ستة ملايين ليرة في السنة: فالمبلغ المخصص للقوات المسلحة هو الأكبر في الميزانية السلطنة. بعد الهزائم التي عانى منها في حروب البلقان الأخيرة، خضع الجيش لعملية تجديد كبيرة، وتضمنت إعفاء مئات الضباط وتغييرات تنظيمية كبيرة. لقد تسببت تلك الحروب في تعطيل القوات المسلحة العثمانية تمامًا، وكان لابد من تركيز بقاياها في تراقيا لحماية العاصمة.
من أصل عشرين مليون شخص، لوحظ أنه تم استدعاء مايقرب من ثلاثة ملايين خلال النزاع، ومع المرض والهروب من الخدمة يعني أن القيادة نادراً ماضمت نصف مليون جندي. الذي يؤدي الخدمة العسكرية هم فقط السكان المسلمون، أما أتباع الديانات الأخرى فكانوا يدفعون الضريبة لدعم القوات المسلحة. اضطر الجيش لتحمل تدخل حزب الاتحاد والترقي في شؤونه العسكرية، على الرغم من نفوذه المتناقص، وأيضا من منظمة تشكيلات مخصوصة، التي تدخل أعضاؤها في الشؤون السياسية والعسكرية للسلطنة، مما تسبب في استياء العسكريين.
أرسلت ألمانيا وإمبراطورية النمسا-المجر إلى السلطنة مستشارين عسكريين وبعض الوحدات الصغيرة للقتال على الجبهات الجديدة التي انبثقت بعد دخولها الحرب. صُممت هيئة الأركان العامة للعثمانيين على غرار الهيكلة البروسية، وتم تدريب ضباطهم في الأكاديمية العسكرية في الأستانة، كما هو الحال مع معظم رؤساء الفرق وسلك الجيش الذين شاركوا في الحرب. تكمن القوة الأساسية للجيش في هيئة الأركان العامة وفي بأس الجيوش، أما ضعفها الرئيسي فيكمن في الافتقار إلى القيادات الوسطى المحترفة وضباط الصف المهنيين، الأمر الذي أدى إلى صعوبة في تدريب سريع للجنود الجدد، واستبدال الضباط الذين سقطوا في القتال بآخرين من ذوي الخبرة. كما عقّدت خسائر حروب البلقان من تدريب مجندين جدد.
أدى إطالة أمد الحرب التي استمرت ثماني سنوات للسلطنة (بإضافة حروب البلقان)، إلى نقص في عدد حيوانات الجر (الضرورية للنقل)، ومن الأسلحة والمواد العامة المتاحة للوحدات العثمانية، والتي نادرًا ما كانت تكتمل. وفي بعض الوحدات كان الجنود يرتدون زيًا ممزقًا ويفتقرون إلى الأحذية. ولتعويض عن هذا النقص أرسلت ألمانيا والنمسا-المجر كميات كبيرة من الإمدادات إليهم؛ ولكن بسبب هذا النقص لم تستطع القوات العثمانية أن تقارع قوات العدو. وماإن دخلت سنة 1918 حتى كان الجيش العثماني منهكًا وغير قادر على الاستمرار في القتال لفترة أطول. فالجزء الأكبر من خسائر الجيش العثماني كان بسبب نقص الغذاء والدواء ولم يكن بسبب القتال.
عندما دخلت السلطنة الحرب، كان لديها سبعة عشر فرقة متمركزة في منطقة العاصمة، وعشرة في شرق الأناضول، وسبعة في بلاد الشام، وأربعة في شبه الجزيرة العربية، واثنان في العراق، على الرغم من إنشاء وحدات جديدة لاحقًا. فكانت 14 من الفرق لا تزال تحت التشكيل، بعد خسائر حروب البلقان وتغيير مواقع ثمانية أخرى؛ كانت تلك الفرق هي الأسوأ قتالاً في المعارك الأولى في الحرب العالمية. تم تشكيل أفواج الفرسان الخفيفة في أربع فرق فرسان احتياطية مخصصة للجيش الثالث لتحل محل سلاح الفرسان غير النظامي مع مشاكل الانضباط التقليدية. إجمالاً كان هناك 600,000 جندي يخدمون في صفوف الجيش. وقد قسم الجيش إلى تسعة جيوش وعشرات الفيالق. تمركز الأول في تراقيا وكان تحت القيادة الألمانية حتى أكتوبر 1915؛ خدم الثاني في المضائق وفي تراقيا والقوقاز وفي قيليقية؛ وقاتل الثالث في القوقاز. أما السادس فدافع عن جبهة العراق. وحارب السابع والثامن والرابع في فلسطين والخامس في جاليبولي؛ حارب التاسع في القوقاز وبلاد فارس. وخصص الجيش أكثر من 120 ألف جندي للجبهة المقدونية.
كان التسلح في بداية الحرب نادرًا وغير كافٍ. لم تكن المدفعية والمدافع الرشاشة كافية لتلبية متطلبات كل وحدة. وأيضًا كان مخزون الذخيرة قليل، ولم تستطع السلطنة أن تلبي احتياجات الإنتاج في وقت الحرب.
وفي المجمل خسر الجيش في الحرب العظمى حوالي 725,000 جندي (325,000 قتيل والباقي جرحى) و200,200 من جنوده أُسروا. وفي الوقت الذي استسلمت فيه الدولة العثمانية في خريف 1918 كان تعداد جيشها بالكاد 33 ألف جندي وهناك أكثر من مليون هارب.

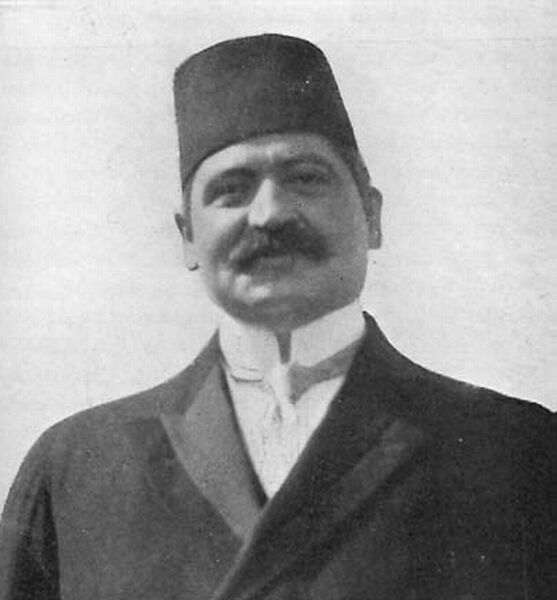
طلعت باشا وزير الداخلية (1913-1917) ثم الصدر الأعظم (1917-1918)

#### الوضع السياسي
بعد استيلاء جمعية الاتحاد والترقي على الحكم، سيطرت بالكامل على السياسة العثمانية. لكن سرعان ما أصبحت السلطة في يد اثنين من أعضائها، طلعت باشا وأنور باشا بعد وفاة محمود شوكت باشا الشخصية البارزة في حركة تركيا الفتاة.

#### حصار وخنق الاقتصاد العثماني

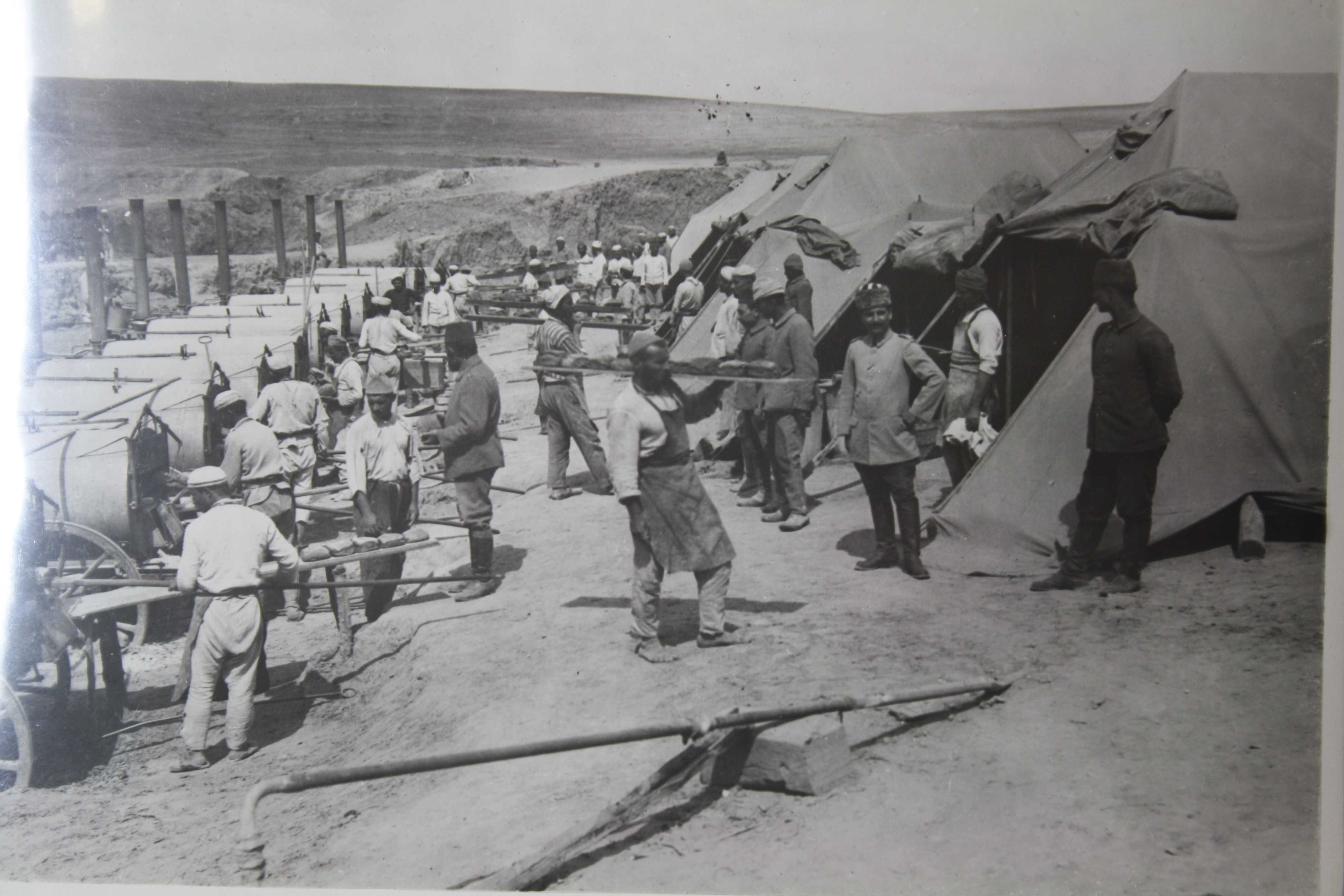
مخبز ميداني لوحدة عثمانية خلال الحرب.

منذ بداية الحرب فرض الحلفاء حصارًا صارمًا على سواحل السلطنة؛ كان الفرنسيون يحرسون بلاد الشام والبريطانيين في البحر الأحمر. لم يكن العثمانيون يفتقرون إلى الوسائل اللازمة للالتفاف على حصار العدو فحسب، بل لم يتمكنوا أيضًا من منع دخول الأسلحة والمواد إلى أنصار الحلفاء داخل السلطنة.
عطل الحصار التجارة عن طريق البحر بين الولايات العثمانية، ومنع الملاحة الساحلية، وبالتالي تكدس في خطوط السكك الحديدية. تعرضت البضائع التي عبرت البحر الأسود لتزويد إسطنبول لهجوم من قبل البحرية الروسية، مما حرم العاصمة من جزء من إمدادات فحم الأناضول.
وفي سنة 1915 أبطلت بريطانيا المعاهدة الأنجلو-عثمانية، معلنة الكويت مشيخة مستقلة تحت الحماية البريطانية.

#### الوضع المدني في الحرب
تسبب حصار العدو في مجاعات شديدة بين السكان، سواء في المدن الرئيسية (إسطنبول وإزمير) أو في لبنان؛ والتي تفاقمت في 1916. وكان الوضع خطيرًا لدرجة أن محافظ بيروت توسل في 1917 إلى البطريرك الماروني ليطلب شفاعة البابا لتسهيل إمداد السكان، ولكن دون جدوى. وبعد الحرب قدر خبراء الحلفاء العسكريون أن المجاعة التي أصابت العثمانيين تسببت في مقتل ما يقرب من مليون مدني، نصفهم من المسلمين.
من ناحية أخرى ساعد الحصار من تجاوز السلطات ضد السكان، مما سهٌل المجتمعات غير التركية على التمرد عليهم. فاندلعت الثورة العربية عندما استولت السلطات على الجمال للإستخدام العسكري.
وقد كان يجب على الحكومة منذ بداية الصراع أن تتفاهم مع المجتمعات غير التركية الخاضعة لها، مثل العرب والأرمن واليونانيين الذين يتوقون إلى قدر أكبر من الحكم الذاتي أو حتى الاستقلال.

#### مذابح المسيحيين الشرقيين
منذ لحظة حكم الباشوات الثلاثة بداية 1913، تم تطبيق السياسة القومية التركية، والتي أصبحت أكثر حدة بعد اندلاع الحرب العالمية.
بعد إعلان السلطنة الحرب بدأت عمليات ترحيل اليونانيين من آسيا الصغرى. ثم في ربيع 1915 بدأ ترحيل الأرمن على أيدي القوات العثمانية. وبعد اتهامهم في أبريل بالتمرد والتعاون مع الأعداء، بدأت السلطات العثمانية في ترحيلهم في ظروف صعبة. لقي ما بين سبعمائة ألف ومليون منهم حتفهم نتيجة المجازر.
من جانبهم عانى السكان المسيحيون في بلاد الشام من تجاوزات السلطات العثمانية. كانوا يشتبهون في أن المسيحيين يريدون التخلص من حكمهم.

### جبهات الحرب

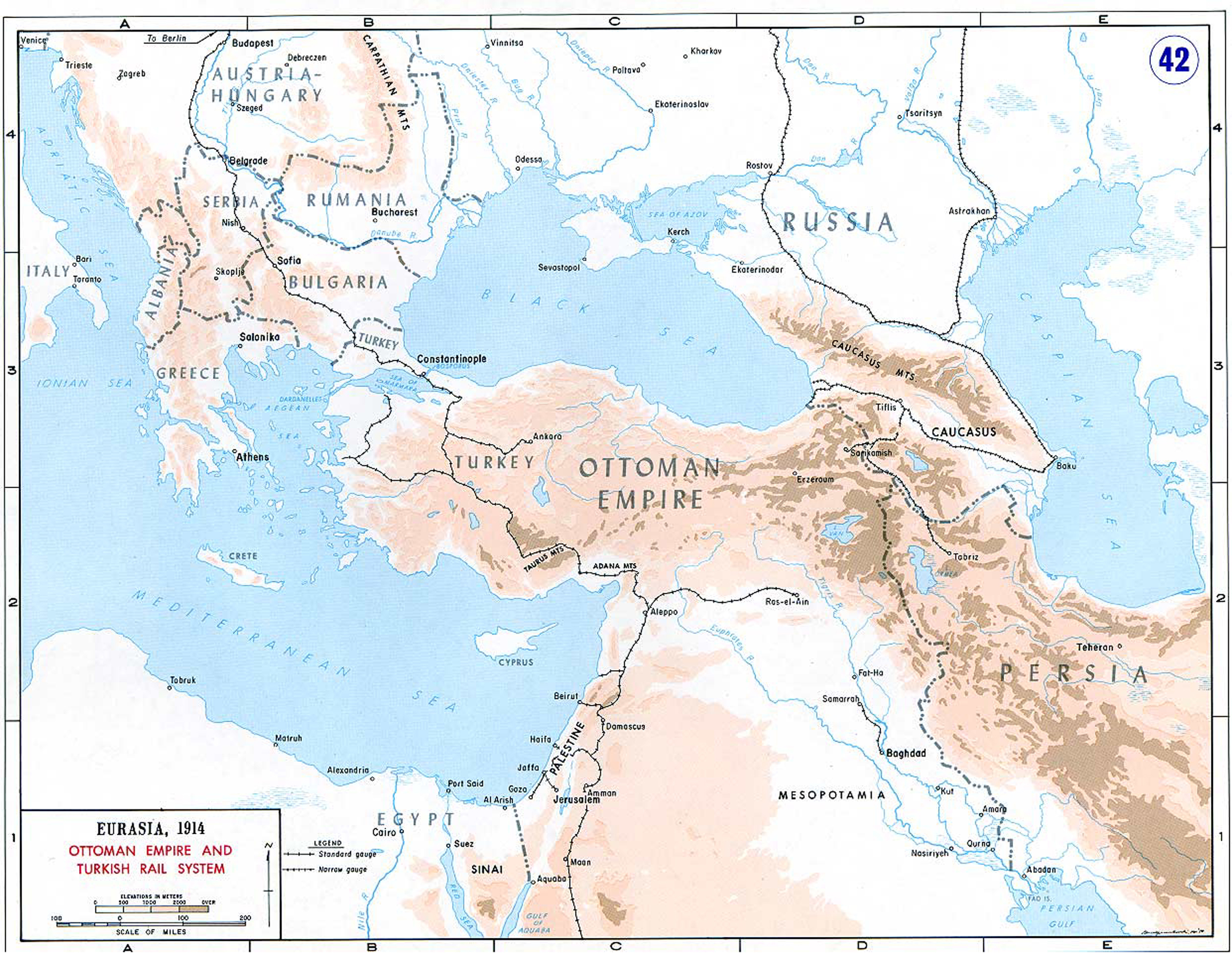
شبكة السكك الحديدية العثمانية في 1914.

بعد دخول الحرب مباشرة تقريبًا واجهت السلطنة هجومًا بحريًا في مضيق البحر الأسود. بالإضافة إلى ذلك تعطلت إمدادات البلاد بسبب صعوبة المواصلات مع ألمانيا والنمسا-المجر، حيث لم يكن لها أي اتصال مباشر عن طريق البر. منذ بداية المشاركة العثمانية في الصراع، أولى استراتيجيو قوى المركز أهمية كبيرة لإقامة مواصلات برية بين أوروبا الوسطى والسلطنة.

#### الصعوبات العسكرية
خلق التدخل العثماني في الحرب جبهات جديدة واحتياجات عسكرية إضافية لكلا الجانبين. فاحتاج العثمانيون إلى جنود ومواد وإمدادات توقعوا تلقيها من رفاقهم، ومع ذلك فصلتهم صربيا العدوة وبلغاريا التي كانت لا تزال محايدة أواخر سنة 1914. وجاء رد الحلفاء على إعلان الحرب العثماني على الفور، واضطروا إلى سحب وحدات من أوروبا لتغطية الجبهات الجديدة؛ 122- خصصت روسيا جزءاً من قواتها لجبهة القوقاز الجديدة. من جانب آخر صُممت بعض العمليات العسكرية للحلفاء للاستيلاء على ولايات عثمانية ذات موارد كبيرة، مثل هجوم بريطانيا على العراق الغني بالنفط.
أدى النقص في شبكات الصناعة والنقل إلى تعقيد العمليات العسكرية في الحرب، فالسلطنة شاركت في حرب حديثة تطلب منها صناعة قوية، ولكن اقتصادها كان قد عفا عليه الزمن. على الرغم من هذا والنقص المزمن في أموال الدولة حيث كان العثمانيون على حافة الإفلاس، إلا أنهم تمكنوا من مواجهة مليون جندي معاد خلال أربع سنوات من الحرب، ويرجع بعض الفضل في ذلك إلى الدعم الألماني.
على الرغم من الامتداد الهائل لها، إلا أنها كانت بالكاد تمتلك خمسة آلاف وسبعمائة كيلومتر من خطوط السكك الحديدية. عقدت الجغرافيا العثمانية الوعرة عملية بناء السكك الحديدية. فتم التخلي عن بعض الطرق والبعض الآخر كان لا يزال قيد الإنشاء عندما اندلعت الحرب. على عكس شبكات السكك الحديدية للقوى العظمى المصممة لتسهيل انتشار الجيوش في حالة الحرب، فإن الشبكة العثمانية الصغيرة قد بنتها شركات أجنبية لأغراض اقتصادية بحتة، لذلك لم تكن مستعدة للخدمة في العمليات العسكرية. وأيضًا أدى تعدد مصنعي تلك السكك إلى اختلاف في عرض الجنزير واختلاف في القاطرات، الأمر الذي تطلب قطع غيار مختلفة. كان خط سكة حديد بغداد لا يزال قيد الإنشاء واحتوي على ثلاثة أقسام عاملة، مما يتطلب نقل البضائع بين تلك الأقسام، مع ما يترتب عليها من تأخير في النقل. لم تكن الأنفاق التي عبرت جبال طوروس قد اكتملت بعد عند اندلاع النزاع - اكتملت في أوائل أكتوبر 1918 أي قبل ثلاثة أسابيع من الاستسلام السلطنة-. لذلك كان يتم استيراد جميع المواد الحربية إلى جبهة فلسطين، ولكن كان لا بد من تحميلها وتفريغها ثماني مرات. حقيقة أن هذا الخط المهم للسكك الحديدية لم يكن جاهزًا عندما بدأت الحرب، الذي لم يؤثر على بلاد الشام فقط، ولكن أيضًا على العراق. وكانت الأراضي المتاخمة لروسيا خالية تمامًا من السكك الحديدية، لذلك كان إرسال إمدادات جبهة القوقاز عن طريق الحيوانات وفي طرق وعرة. وبشكل عام أدى الافتقار إلى شبكة سكك حديدية جيدة إلى إعاقة العمليات العسكرية في الجبهات الفلسطينية والعراق والقوقاز طوال فترة النزاع. فضعف المواصلات البرية ساعد باستخدام النقل البحري على طول السواحل الطويلة للسلطنة، لكن بساطة البحرية العثمانية أمام العدو جعل ذلك مستحيلاً. بمجرد اندلاع الحرب حاصر الحلفاء السواحل العثمانية، باستثناء ساحل البحر الأسود مما سمح بتزويد العاصمة بالفحم رغم محاولات تدخل البحرية الروسية. وقد عانت القوات ضعيفة الإمداد من الحرمان الشديد، مما شجع على الفرار من الخدمة.
وأيضًا أثرت جغرافية السلطنة على تطور الصراع: فحدودها الطويلة جدًا وضعيفة الدفاع، مكن العدو من أن يستولي على بعض الجيوب والجزر العثمانية القريبة؛ وقد أدى ضعف المواصلات إلى إعاقة إمداد بعض المناطق التي كانت تفتقر إلى الإمدادات اللازمة حتى نهاية الحرب. تقع الأناضول الكبيرة بين مقر قيادة الجيش العثماني في إسطنبول والعديد من مسارح الحرب. وأثناء حكم عبد الحميد الثاني تحسنت الاتصالات المدنية، ولكن شبكة الطرق والسكك الحديدية لم تكن جاهزة للحرب. استغرق الوصول إلى سوريا أكثر من شهر وما يقارب الشهرين للوصول إلى بلاد ما بين النهرين. وللوصول إلى الحدود مع روسيا، كان خط السكة الحديد يمتد على بعد 60 كيلومترا شرق أنقرة، ومن هناك كان 35 يوما إلى أرضروم. واستخدم الجيش ميناء طرابزون كطريق مختصر لوجيستي إلى الشرق. واستغرق الوصول من لندن إلى أي من تلك الجبهات وقتا أقل من الوقت الذي إستغرقته الوصول من وزارة الحرب العثمانية بسبب سوء حالة سفن التموين العثمانية.
وقعت الإمبراطورية في حالة من الفوضى مع إعلان الحرب إلى جانب ألمانيا. وفي 11 نوفمبر اكتُشفت مؤامرة في اسطنبول ضد الألمان وجمعية الاتحاد والترقي أُطلق فيها النار على بعض قادة الاتحاد والترقي. وجاء ذلك في أعقاب ثورة 12 نوفمبر في أدريانوبل ضد البعثة العسكرية الألمانية. وفي 13 نوفمبر، انفجرت قنبلة في قصر أنور باشا، مما أدى إلى مقتل خمسة ضباط ألمان، ولكنها لم تقتل أنور باشا. وفي 18 نوفمبر، كانت هناك مؤامرات أكثر مناهضة لألمانيا. تشكلت لجان في أنحاء البلاد لتخليص البلاد من المنحازين إلى ألمانيا. في 4 ديسمبر، وقعت أعمال شغب واسعة النطاق في جميع أنحاء البلد. وفي 13 ديسمبر، نظمت النساء مظاهرة مناهضة للحرب في قناك (إزمير) وأرضروم. وطوال شهر ديسمبر، تعاملت الاتحاد والترقي مع عصيان بين الجنود في الثكنات وبين الطواقم البحرية. نجا رئيس البعثة العسكرية الألمانية المشير فون دير غولتس من مؤامرة ضد حياته.
فقد ظلت القوة العسكرية بين أيدي وزير الحرب أنور باشا، والقضايا الداخلية (القضايا المدنية) فيما يتصل بوزير الداخلية طلعت باشا، ومن المثير للاهتمام أن جمال باشا كان وحده يسيطر على سوريا العثمانية. فقد أدار حكام الأقاليم مناطقهم بدرجات متفاوتة من الحكم الذاتي. ومن بين الحالات المثيرة للاهتمام قضية أزمير؛ وقد تصرف رحمي باي كما لو كانت منطقته منطقة محايدة بين الدول المتحاربة.

#### القوقاز

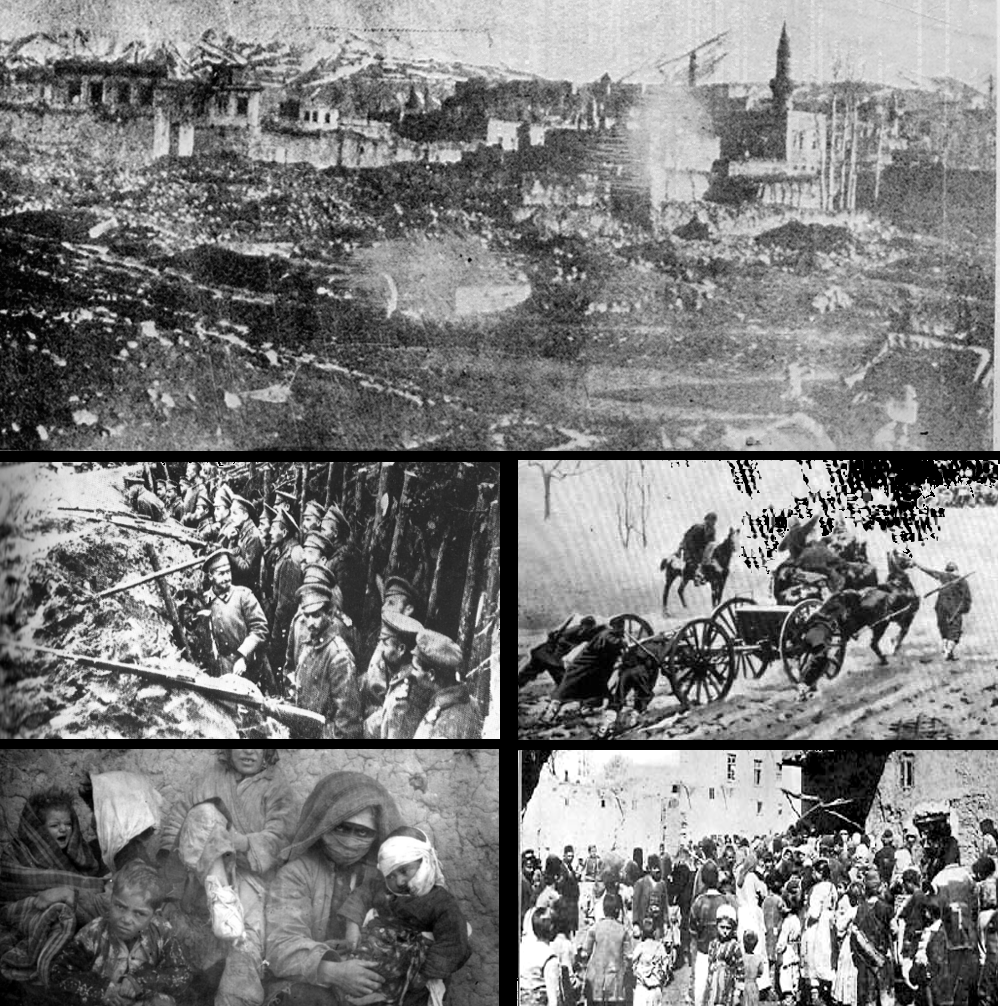
فوق من اليمين إلى اليسار: آثار الدمار في مدينة أرضروم؛ قوات روسية; لاجئون مسلمون جرحى; لاجئون أرمن ; قوات عثمانية.

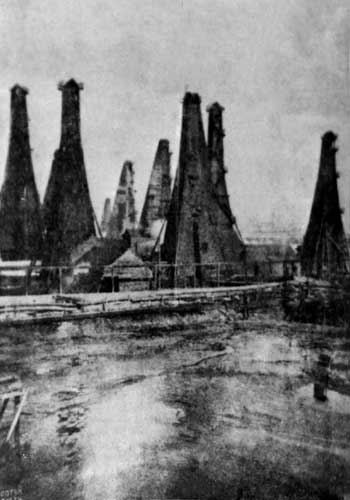
آبار النفط في باكو في إطار من فيلم روسي في 1916.

بدأ الروس أعمالهم العدائية في القوقاز بهجوم على كوبروكوي، مما تسبب بخسائر فادحة بالجيش الثالث. الذي كان لديه تسعة فرق، ثلاثة منها لا تزال تحت التشكيل وأربعة أخرى وصلت مؤخرًا من تراقيا، حيث شاركوا في ذلك الوقت بالدفاع عن القسطنطينية بعد حروب البلقان. استمرت حملة القوقاز بشكل سيئ للغاية بالنسبة للعثمانيين: قكان هجومهم الأول ضد الروس عبارة عن مناورة معقدة عبر الجبال الثلجية، انتهى بكارثة في معركة ساريقاميش (ديسمبر 1914 - يناير 1915)، كلفت المغامرة التي قادها أنور باشا 81٪ من رجاله الذين شاركوا بالحملة - 60,000 قتيل- وتوغل الجيش الروسي في أرمينيا العثمانية.
وفي العام التالي شنت الفرق العثمانية السبعة عشر في تلك الجبهة حربًا متواصلة من هجوم وهجوم مضاد مع الروس حول بحيرة وان. كانت معركة كارا كيليس في يوليو 1915 انتصارًا تكتيكيًا للروس، ولكنهم لم يستفيدوا منه. وفي يناير وفبراير 1916 انتهت معركة أرضروم أيضًا بانتصار الروس. سقطت تلك المدينة، وهي قلعة قديمة بيد جيوش الدوق الأكبر نيكولاس في 16 فبراير، وأخذوا معهم ثلاثة عشر ألف أسير. فالهجوم الذي شنه الروس في الشتاء فاجأ القادة العثمانيين، الذين كانوا يتوقعون من الجبهة أن تكون هادئة. وفي 18 أبريل بدعم من البحرية غزا الجيش الروسي طرابزون، مما أثر على إمداد الجيش العثماني الثالث، والذي تعرض في الأشهر التالية لمزيد من الهزائم. ولم تنجح محاولات استعادة الأراضي في مايو ويونيو. في يوليو استولى الروس على بايبرد وأرزينجان. وفي أغسطس على الرغم من الصعوبات الهائلة في إرسال التعزيزات إلى هذه الجبهة النائية، التي لم يتم الاتصال بها بشكل جيد مع بقية السلطنة، تمكنت الوحدات الجديدة من الجيش الثاني لأحمد عزت باشا من مهاجمة الجناح الأيسر الروسي من منطقة ديار بكر، واستعادة بعض الأراضي المفقودة واستقرار الجبهة. للقيام بذلك كان على العثمانيين توظيف عدد كبير من القوات: بحلول نهاية العام، كان نصف الجيش تقريبًا متمركزًا على الجبهة القوقازية. كان الهجوم العثماني المضاد مكلفًا للغاية من الرجال: من بين 100,000 شاركوا فيه بين أغسطس وسبتمبر، قُتل وجرح 30,000 من الجنود. وكان هذا أيضًا آخر هجوم عثماني في الحرب. ويعني تآكل آخر احتياطي للإمبراطورية في ذلك الوقت (ثمانية فرق مخضرمة في حملة جاليبولي وفرقتان أخريان من الفرق المستحدثة ولكن بجودة عالية). إجمالاً في القتال الذي دار في صيف 1916 فقد العثمانيون ما يقرب من مائة ألف جندي، لم يتمكنوا من إيجاد البديل. وقد أدى تعب كلا الجانبين والشتاء القاسي لـ 1916-1917 إلى ضعف القتال على تلك الجبهة في 1917.
أعطت ثورة أكتوبر وتفكك الجيش الروسي وحركات استقلال القوقاز الفرصة للعثمانيين باستعادة أراضيهم التي فقدوها في ذلك الحين. وفي 5 ديسمبر 1917 تم التوقيع في أرزنجان على هدنة في جبهة القوقاز.  منهيا بذلك النزاعات المسلحة بين روسيا والدولة العثمانية. وفي 12 فبراير 1918 عبرت الجيوش خط الهدنة مع روسيا؛ وفي اليوم التالي استعاد فيلق الجيش الأول في القوقاز السيطرة على إرزنجان، وأرضروم في 12 مارس. دخل الفيلق الثاني طرابزون في 17 فبراير، أما الفيلق الرابع الواقع إلى الجنوب من الفيلقين الآخرين فقد استعاد السيطرة على وان ووصل إلى الحدود مع روسيا وبلاد فارس في منتصف أبريل. وفي 3 مارس وقع الصدر الأعظم طلعت باشا معاهدة بريست ليتوفسك مع جمهورية روسيا الاتحادية الاشتراكية السوفيتية. نصت على تنازل روسيا البلشفية عن باطوم وقارص وأردهان. بالإضافة إلى تلك البنود، تم إدخال بند سري يلزم الروس بتسريح القوات الوطنية الأرمنية.
من 14 مارس إلى أبريل 1918 عُقد مؤتمر طرابزون للسلام بين الدولة العثمانية ووفد مفوضية جنوب القوقاز. عرض أنور باشا التنازل عن جميع الطموحات في القوقاز مقابل الاعتراف باستعادة العثمانيين لمقاطعات شرق الأناضول في بريست ليتوفسك في نهاية المفاوضات. في 5 أبريل وافق رئيس وفد عبر القوقاز أكاكي شخنكيلي على معاهدة برست-ليتوفسك كأساس لمزيد من المفاوضات وحث الهيئات الرئاسية على قبول هذا الموقف. ولكن كان المزاج السائد في تفليس مختلفًا تمامًا. وأقرت تفليس بوجود حالة حرب بينها وبين الدولة العثمانية. في أبريل 1918 شن الجيش العثماني الثالث هجومًا أخيرًا في أرمينيا. فدارت معارك مع القوات الأرمينية في سارداراباد وكارا كليس وباش أباران. في 28 مايو 1918 أعلن المجلس الوطني الأرمني ومقره تفليس قيام جمهورية أرمينيا الأولى. أُجبرت جمهورية أرمينيا الجديدة على توقيع معاهدة باطومي.
وفي مارس ومايو 1918 سمح حل الجيش الروسي وتقطيع أوصال نيابة القوقاز إلى جمهوريات مستقلة سمحت للجيوش العثمانية باختراق القوقاز دون مواجهة مقاومة والاستيلاء على أراض شاسعة لطالما رغبوا فيها. وفي 15 أبريل استولوا على باطوم، ثم قارص بعد عشرة أيام. أزعجت تلك الفتوحات القادة الألمان، الذين لديهم اهتمام كبير بالاستيلاء على الثروة المعدنية والنفطية في المنطقة. في يونيو 1918 سمحت الحملة الألمانية إلى القوقاز للرايخ باحتلال جورجيا. والوصول إلى خط أنابيب باكو - باتومي، الذي احتفظ به إلى نهاية الحرب. فوصول الألمان منع العثمانيين من مواصلة تقدمهم نحو جورجيا. ومن جانبهم واصل العثمانيون الذين شكلوا «الجيش الإسلامي» بستة آلاف جندي وعشرة آلاف متطوع أذربيجاني تقدمهم شرقاً واستولوا على منطقة أذربيجان، رغم المحاولات البريطانية الفاشلة لوقفهم. إلا أنهم تمكنوا مع قوات ديكتاتورية وسط قزوين من إيقاف مسيرتهم في كردامير مؤقتًا حتى 15 سبتمبر. وقد سيطر العثمانيون الذين وصلوا إلى باكو على جنوب القوقاز حتى نوفمبر، بعدها بدأوا في الانسحاب ببطء من المنطقة.

#### الدردنيل والبلقان

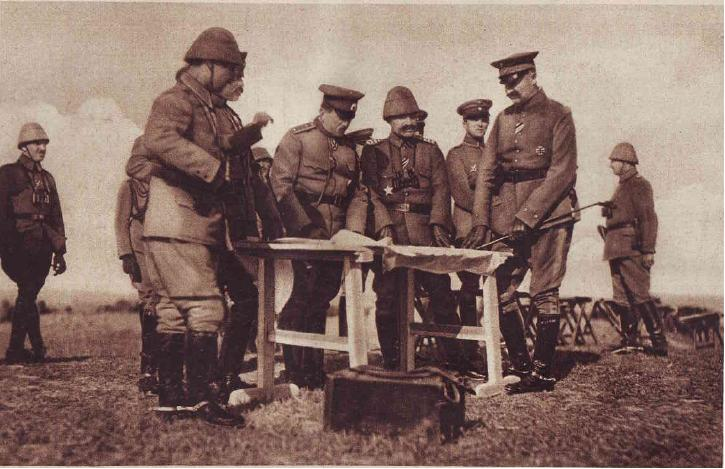
الجنرالان حلمي باشا (العثماني) وستيفان توشيف (البلغاري) في جبهة دبروجة سنة 1916.

لم يأتِ الغزو البريطاني المتوقع والمخوف من قيليقية أو من شمال سوريا، بل من المضائق. كان الاستراتيجيون البريطانيون متأثرين منذ بداية 1915 بفكرة ونستون تشرشل اللورد الأول للأميرالية آنذاك في رغبته بمهاجمة العاصمة العثمانية مباشرة، على الرغم من انتقاد الخبراء العسكريين البريطانيين والفرنسيين بمن فيهم لوتي بيير للخطة. وقد كانت الخطة هي إنزال الحلفاء عند مدخل مضيق بحر مرمرة يليه تقدم مشاة تساعده الفرق بدعم مدفعي. كان الهدف من حملة الدردنيل هو دعم روسيا. وحسب الخطة فإن ظهور أسطول الحلفاء أمام عاصمة الدولة العثمانية سيؤدي إلى انهيار النظام السياسي لـ «تركيا الفتاة».
بدأ هجوم الأسطول الأنجلو-فرنسي القوي في 19 فبراير 1915، ولكنه سرعان ما قوبل بالدفاع العثماني الشرس، الذي نصح به خبراء عسكريون ألمان ممن كان يعرف تمامًا التضاريس التي يدور فيها القتال. أعد الحلفاء في الغارة الأولى للأسطول فرقة لغزو حصون العدو على جانبي الدردنيل. وفي أبريل 1915 نزلت قوة استكشافية بريطانية على شبه جزيرة جاليبولي بالقرب من الجزيرة المحصنة التي تحمل الاسم نفسه، وهي مفتاح السيطرة على المضيق. اصطدم بالدفاع القوي للعثمانيين بقيادة مصطفى كمال («أتاتورك» في المستقبل). أدرك معظم المراقبين العسكريين أن الجندي العثماني غير المتعلم سيكون مشتتًا بدون قيادة جيدة، وفي جاليبولي أدرك مصطفى كمال قدرات رجاله إذا قاد ضباطهم الجبهة. كانت الحرب مابين حقب مختلفة، حيث واجهت الدولة العثمانية الزراعية قوتين صناعيتين؛ ولكن في هجمات صامتة قبل الفجر، تقدم ضباط مسلحون بسيوفهم وأطلقوا صراخهم «الله أكبر!» عندما وصلوا إلى خنادق العدو. لم يؤد إنزال سلاح المشاة الفرنسي على الساحل الآسيوي ووحدات ANZAC على الساحل الأوروبي إلى تحسين وضع الحلفاء، الذين اضطروا إلى إخلاء المنطقة في أبريل 1916. وكانت حملة جاليبولي أكبر انتصار عثماني في الحرب و كلف الحلفاء 56,000 قتيل. ولكن الانتصار العثماني كان نصرًا بطعم الهزيمة، فقد كلفهم عددًا مساويا من القتلى.
أدى دخول بلغاريا في الحرب إلى جانب قوى المركز في سبتمبر 1915 إلى القضاء على الخطر الذي كان يتهدد العاصمة العثمانية؛ حيث ركز الحلفاء بعدها على السيطرة على الجبهة المقدونية، بعيدًا عن إسطنبول وأكثر من الدردنيل. ساهم العثمانيون بحوالي 40,000 جندي في تلك الجبهة، وغطوا بقوة قطاع نهر ستروما. وقد نشر الحلفاء أولاً فرقتين على هذه الجبهة، والتي كان ينبغي أن تضمن الارتباط بصربيا، لكنهم لم يتمكنوا من القيام بذلك بعد قطع البلغار الطريق. وفي صيف 1916 حشد الحلفاء ربع مليون جندي على تلك الجبهة، منهم 150,000 صربي تم إجلاؤهم من قبل أساطيل الحلفاء من ألبانيا بعد غزو قوى المركز لصربيا. وبعدها بلغ عدد جنود الجنرال الفرنسي موريس بول ساراي المسؤول عن الجبهة 350,000 جندي. وبناءً على ذلك طلب الألمان في سبتمبر وحدات من العثمانيين لتعزيز مواقعهم. خاضت الوحدات العثمانية قتالاً ضئيلاً على هذه الجبهة، لذلك انسحبت في أبريل 1917 لتعزيز مواقعها في فلسطين والعراق.
بدأت الحاجة لإرسال قوات عثمانية إلى الجبهة الشرقية بسبب الخسائر الفادحة التي تكبدها المجريون النمساويون في هجوم بروسيلوف في أوائل الصيف (رسميًا 464,382 جنديًا و 10756 ضابطًا، على الرغم من التقديرات الحديثة تشير إلى أنهم كانوا حوالي 750,000، منهم 380,000 سقطوا أسرى بيد الروس) ) وعجز ألمانيا عن توفير الجنود اللازمين في ذلك الوقت لأنها منخرطة في جبهات أخرى. سارت فرقتان شمالاً واشتبكتا مع الروس في سبتمبر. على الرغم من الخسائر التي تكبدوها في ذلك الهجوم، والتي تطلبت تعاون وحدة ألمانية ليتم صدها، إلا أن العثمانيون تمكنوا من الاحتفاظ بقطاعهم دون مشاكل لبقية العام. حدث الشيء نفسه بين يناير وأبريل 1917 ثم في يونيو ويوليو: فقد تمكن العثمانيون من صد هجمات العدو المتكررة. ولكن في أغسطس غادرت القوات العثمانية الجبهة الشرقية الأوروبية للمشاركة في عمليات في فلسطين والعراق.
عندما دخلت رومانيا الحرب إلى جانب الحلفاء في أغسطس 1916 أرسل إليهم العثمانيون قوات لهم: تمركزت ثلاث فرق في دبروجة وشاركت أخرى في غزو الأفلاق. ولكن تلك الفرق غادرت الجبهة الرومانية في أبريل 1918 لتعزيز جبهة القوقاز.

#### بلاد فارس
أعلنت بلاد فارس حيادها منذ بداية الحرب العالمية، وحاولت تجنب المساومة مع الأطراف المتحاربة. وعلى الرغم من ذلك سرعان ما أصبحت أراضيها ساحة معركة لتلك الأطراف، مما أجبر الحكومة الفارسية على إنشاء لجنة لحساب الأضرار التي لحقت بالبلد نتيجة الصراع العالمي.
كان في البلاد حاميات روسية وبريطانية. فهاجم العثمانيون الأولى أواخر 1914، فاحتلوا شمال البلاد حتى وصلوا إلى تبريز في يناير 1915. ولكن الهجوم الروسي المضاد دفع العثمانيين إلى التقهقر، وبعدها اقتصر القتال في هذه المنطقة على سلسلة من المناوشات بين سلاح الفرسان الروسي وحفنة من القوات العثمانية بدعم من قوات فارسية غير نظامية.
أرسل الألمان بعض الحملات الصغيرة عبر بلاد فارس إلى أفغانستان وآسيا الوسطى لإثارة الثورات ضد الروس والبريطانيين.
على الرغم من أن كلا من الألمان والعثمانيين كانوا يتوقون للاستيلاء على الأراضي الفارسية، ووقعوا فيها اتفاقًا في القسطنطينية في 1915، يوافق على تقسيم غرب بلاد فارس إلى مناطق نفوذ، إلا أن الحكومة الفارسية لم ترد على تلك الطموحات حتى احتل الحلفاء دمشق في سبتمبر 1918. وللاستفادة من انتصار الكوت ربيع 1916 عاد العثمانيون إلى بلاد فارس، فاستولوا على همدان بداية أغسطس، ولكنهم توقفوا بسبب نقص في عدد القوات. فعاد الروس إلى الجبال في انتظار التعزيزات وإعاقة الغزو العثماني.

#### الشام والجزيرة العربية

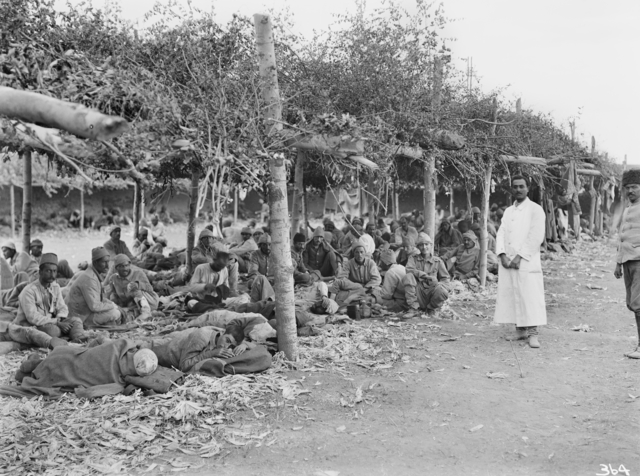
جزء من المستشفى الميداني الملحق بمعسكر أسرى الحرب العثمانيون في سوريا سنة 1918.

في يناير 1915 شنت قوة عثمانية بقيادة ألمانية هجومًا على شبه جزيرة سيناء التي كانت آنذاك جزءًا من محمية مصر البريطانية للوصول إلى قناة السويس، والذي فشل في فبراير 1915 بسبب عدم تعاون السكان المصريين وبسبب تدخل سفن الحلفاء الحربية المنتشرة في القناة. أسفر الهجوم الذي عبر فيه عشرين ألف جندي سيناء للوصول إلى القناة عن هزيمة، وتفاقمت بفقدان بعض الجزر -خاصة الساحل اللبناني- التي احتلها العدو.. وقد دفع خوف البريطانيين من فقدان السيطرة على مصر والقناة إلى إرسال 150 ألف جندي إلى تلك الجبهة.
وفي جنوب الجزيرة العربية، حيث كان البريطانيون يديرون محمية عدن حيث تم زرع الألغام.
ساد الهدوء الجبهة حتى المناوشات الأولى في أبريل 1916، والتي أسر فيها العثمانيون جنود من فوج بريطاني في سيناء. وللاستفادة من وصول الفرقة الثالثة المخضرمة في القتال في جاليبولي، قرر العثمانيون مهاجمة العدو لتعطيل استعداداتهم الهجومية من منطقة القناة. فشن الألمان والعثمانيون هجومًا جديدًا على قناة السويس. ولكن انتهت معركة رمانة (3-5 أغسطس 1916) بانسحاب عثماني جديد. بالرغم من الاستعدادات المضنية للهجوم إلا أنها أسفرت عن هزيمة جديدة وخسارة 16,000 جندي. وأعطى الهجوم العثماني الفاشل فترة أخرى من الجمود على تلك الجبهة. وبعدها انتقلت المبادرة إلى البريطانيين الذين حاولوا التقدم عبر سيناء إلى فلسطين. في البداية واجهوا صعوبة كبيرة في التقدم خارج الصحراء والوصول إلى الساحل الفلسطيني، حيث طردوا مرتين من غزة.
إن الثورة العربية التي حرض عليها البريطانيون في الحجاز بقيادة الشريف حسين واندلعت في يوليو 1916 هدد الحكم العثماني لشبه الجزيرة العربية. حاول العرب الثائرون ضد العثمانيين أولاً القضاء على الحاميات العثمانية - نجحوا في الاستيلاء على مكة، لكن المدينة المنورة صمدت حتى نهاية الحرب - ثم شرعوا في مضايقة القوات العثمانية من خلال حرب العصابات، مع التركيز بشكل خاص على تعطيل حركة سكة حديد الحجاز. إلا أن العثمانيون الذين بالكاد كان لديهم عدد كاف من الكتائب في المنطقة تمكنوا من الحفاظ على خدمة السكك الحديدية.

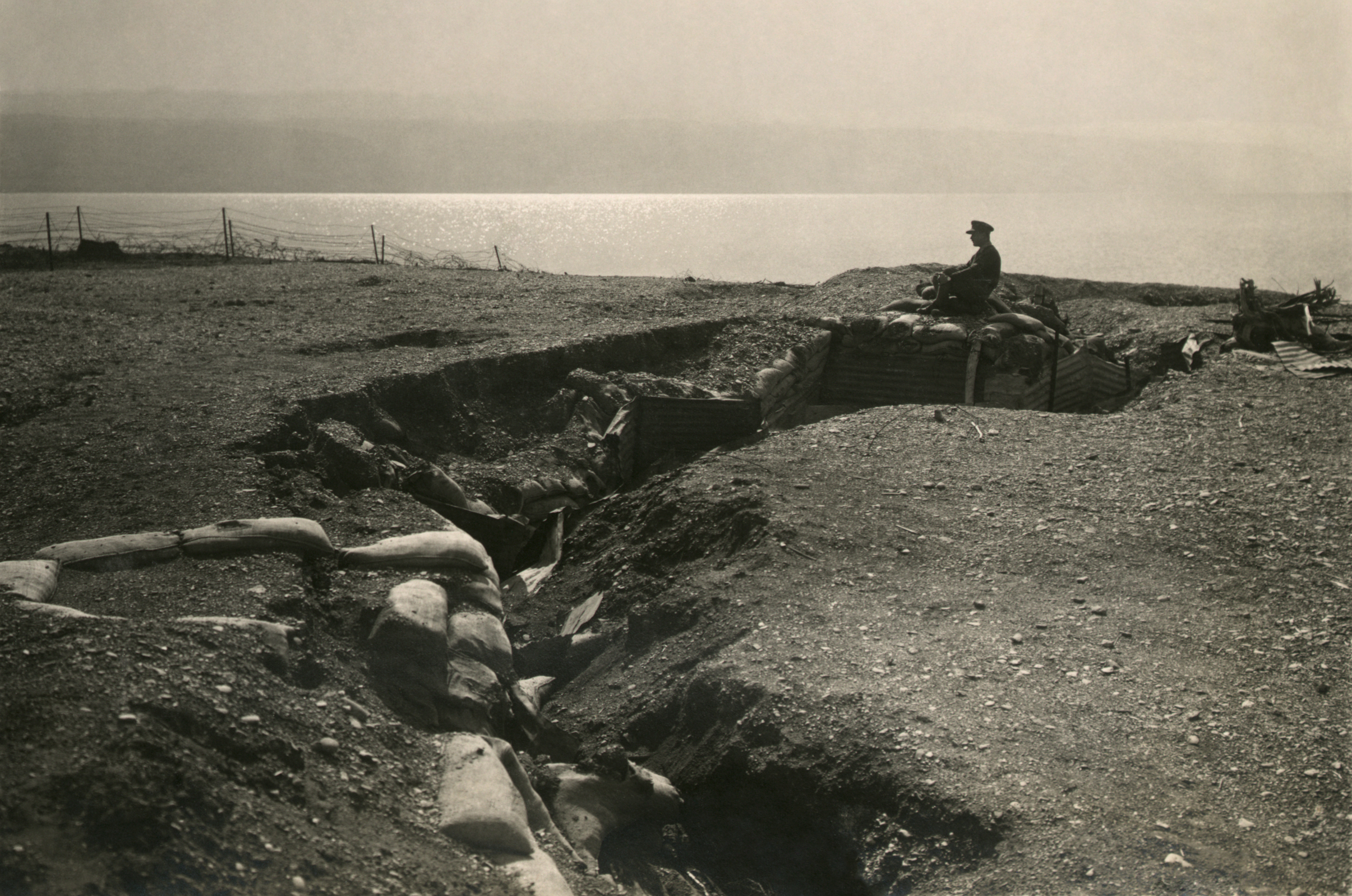
خنادق عثمانية على شواطئ البحر الميت سنة 1917.

وفي بداية 1917 كان العثمانيون بالكاد يبلغون ثمانية عشر ألف جندي في فلسطين، وتم إمدادهم بالسكك الحديدية التي هي في حالة سيئة، وقد تعرضوا لمضايقات من البدو. وفي مواجهة تقدم السكك الحديدية البريطانية عبر سيناء كان العثمانيون ينسحبون، وفي مارس 1917 أنشأوا خطًا دفاعيًا بخمسة فرق بين غزة وبئر السبع. رغم أنهم في حالة يرثى لها إلا أنهم صدوا هجوم الإنجليز على غزة في 26 مارس. عانى البريطانيون من نكسة أخرى في أبريل وأمضوا الصيف في الاستعداد لهجوم جديد لاختراق دفاعات العدو. ولكنهم في نهاية العام استولوا بسرعة على المنطقة: فاحتلوا غزة في 7 نوفمبر، ويافا في 16 ديسمبر، والقدس في 9 ديسمبر. فشلت المحاولة العثمانية لاستعادة تلك المدن، رغم أنهم تمكنوا مرتين من هزيمة البريطانيين في غزة ومنعهم من الوصول إلى فلسطين في مارس وأبريل الماضيين. لم ينجح العثمانيون في الانسحاب المنظم إلى حد ما من جنوب فلسطين فحسب، بل تركوا القدس وليس عجزًا عن الدفاع عن المدينة ولكن بإصرار ألماني.
بعد تلك الانتصارات تجمدت الجبهة حتى خريف العام التالي. وفي 19 سبتمبر شن الجنرال البريطاني اللنبي هجومًا جديدًا نجح تمامًا في تعطيل الجيوش العثمانية في المنطقة. فاخترق مائة وخمسون ألف جندي بريطاني دفاعات العدو، التي لم يدعمها سوى خمسة وثلاثين ألفًا من الألمان والعثمانيين. وتقدموا بسرعة على الرغم من المحاولات العثمانية اليائسة لمنعهم عبر إرسال وحدات جديدة على عجل. وفي 1 أكتوبر 1918 عندما استسلمت بلغاريا فعليًا دخل البريطانيون دمشق.

#### العراق
ظهرت جبهة العراق -أو بلاد الرافدين حسب التسمية الغربية- بعد دخول الجيش البريطاني لتلك البلاد، فقاتلت القوات العثمانية البريطانيين الذين سيطروا على الكويت. ففي 5 نوفمبر 1914 هبط البريطانيون في الطرف الغربي من الخليج العربي من أجل تأمين مصالح شركات النفط البريطانية في المنطقة. وفي 22 نوفمبر احتلت الوحدات الأنجلو-هندية البصرة.
وفي نهاية العام بدأت تلك القوات بالتوجه نحو بغداد. ووصلت في تلك الفترة إلى الروافد العليا لشط العرب. ثم واصلت تقدمها ببطئ، حيث أعاقها قسوة الطقس والظروف المناخية السيئة. وفي بداية أكتوبر 1915 كانوا على بعد حوالي ثلاثين ميلاً جنوب بغداد، إلا أنهم وفي ذلك الوقت قد استنزفوا بسبب العمليات ورداءة الطقس وقلة عددهم أمام العثمانيين. لذلك كان التقدم نحو بغداد يشكل خطرًا كبيرًا، وأيضا لم يكن لديهم إمدادات كافية، خاصةً عندما أدى انخفاض منسوب النهر إلى صعوبة الملاحة. وإلى الشمال من التمركز البريطاني، أنشأ الجيش العثماني خطين دفاعيين متينين بحوالي عشرين ألف جندي لحماية بغداد.
وفي ديسمبر أحبط العثمانيون هجوم الفرقة السادسة البريطانية وطوقوها في كوت العمارة. وقد عانى البريطانيون في 1915 وبداية 1916 من هزائم قاسية في المنطقة. وخاصة في حصار كوت العمارة، فبعد أربعة أشهر من المحاولات اليائسة، لم ينجح البريطانيون في كسر حصار العدو لجيش الهند البريطاني الذي انتهى باستسلامه في 29 أبريل 1916. كانت الهزيمة كارثة خطيرة في هيبته العسكرية، تطلب ذلك عمل إصلاحات كبيرة للجيش البريطاني في العراق. لتكون قادرة على شن هجمات جديدة، فكان لا بد من إرسال مائتي ألف جندي إلى المنطقة.
ثم استأنف البريطانيون في 1917 هجومهم ودخلوا بغداد في مارس من نفس السنة. وفي الأشهر التالية واصل جيش الهند البريطاني الذي أعيد تشكيله بعد هزيمة كوت العمارة بالاستيلاء على مواقع من العثمانيين، وإن كان ذلك بطيئًا جدًا: فقد دخلوا سامراء في أبريل 1917 وتكريت في نوفمبر، وهيت في مارس من العام التالي. ومع ذلك استمر القتال في تلك الجبهة حتى نهاية الحرب. وفي ذلك الوقت كان العثمانيون قد انسحبوا إلى الموصل، التي فشل البريطانيون في غزوها قبل انتهاء الحرب.
أرسل البريطانيون 890,000 جندي إلى تلك الجبهة، وسقط عندهم حوالي 90,000 ضحية، وهو ضعف خسائر القوات العثمانية، مع ذلك لديهم عددًا مساويًا من الضحايا ويرجع ذلك جزئيًا إلى ضعف خطوط الإمداد.

#### جبهات أخرى والعمليات البحرية
في صيف 1916 طلب رئيس الأركان العامة الألمانية إريش فون فالكنهاين قوات من العثمانيين لتعزيز القطاع الجنوبي من الجبهة بعد هزائم النمسا-المجر على الجبهة الروسية. خرجت فرقتان عثمانيتان ومعهما الفيلق الخامس عشر - ثلاثون ألف جندي - إلى غاليسيا للدفاع عن المواقع الواقعة جنوب شرق لفيف.
سيطر الضباط الألمان على العمليات البحرية بالكامل، وذلك لأن البحرية العثمانية كانت تحت قيادة قباطنة ألمان بعد استلام السلطنة الطرادين غوبين وبريسلاو فكانتا أحدث وحدات البحرية بمجرد وضعها في خدمة العثمانيين. ومعظم المناورات الرئيسية نُفِّذت في منطقة مضيق البحر الأسود، نظرًا لأن التفوق الساحق لقوات الحلفاء جنوبًا جعل من المستحيل تقريبًا على العثمانيين العمل هناك. وكانت المحاولة الوحيدة التي قاموا بها، والتي تمت في يناير 1918 قد انتهت بغرق بريسلاو وقصور بغوبين عندما اصطدم بلغم. فاقتصرت العمليات البحرية للسلطنة في شرق المتوسط على استخدام الغواصات والطوربيدات الصغيرة.

### الهزيمة

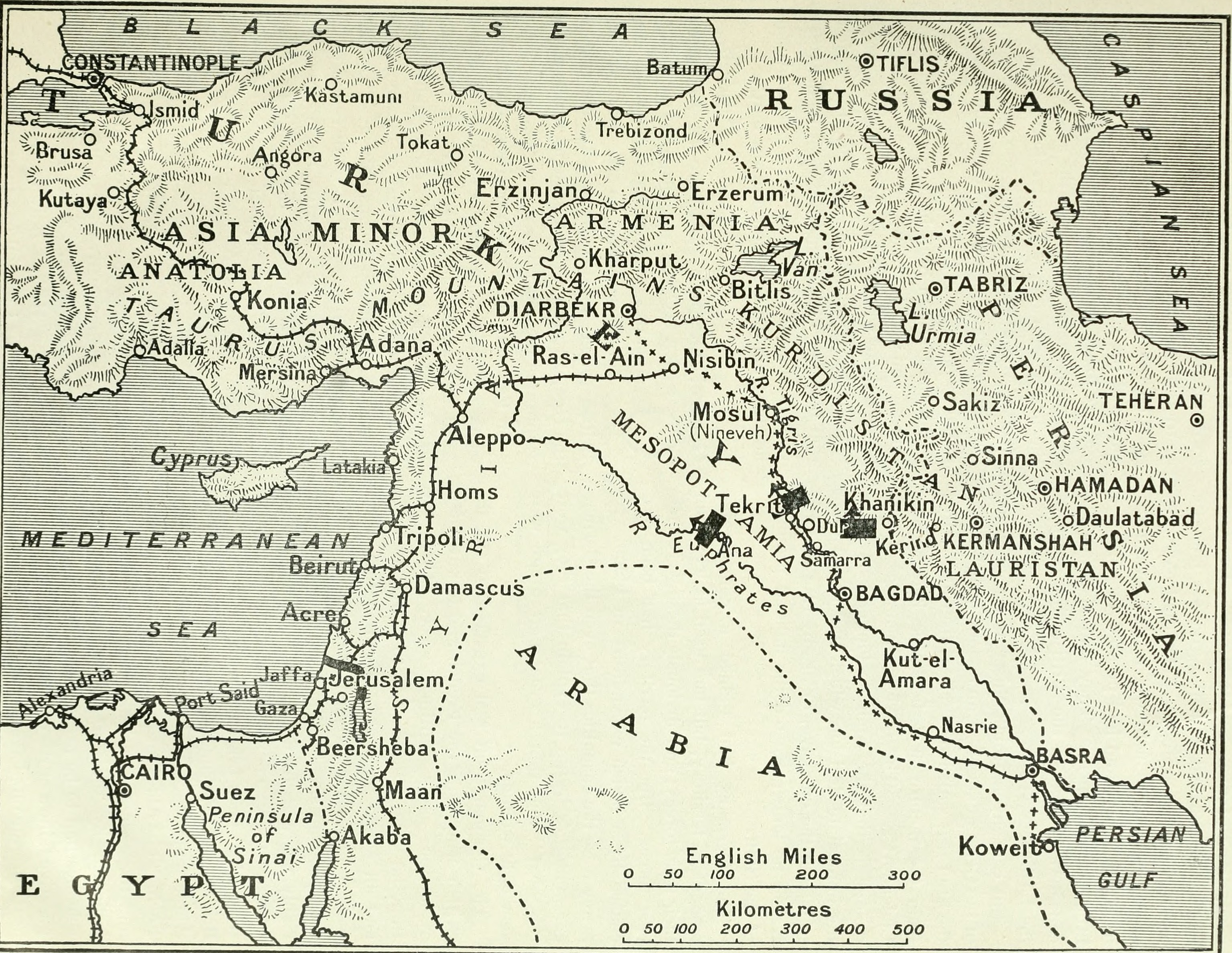
الوضع في جبهات الحرب أبريل 1918.

وما أن حل خريف 1918 حتى حقق الحلفاء انتصارات مهمة على الجيوش التركية الألمانية في فلسطين والعراق، لكنهم ما زالوا غير قادرين على الوصول إلى نواة القوة العثمانية.
كان مفتاح دفاعات العاصمة العثمانية هي الجبهة المقدونية، التي كانت بالأساس تحت سيطرة بلغاريا: دافعت الوحدات البلغارية عن الأراضي التي كانت تحمي العاصمة العثمانية من قوات العدو المتمركزة حول سالونيك. ولكن في سبتمبر 1918 شن الحلفاء بقيادة لويس فرانشيت ديسبري هجومًا مفاجئًا ناجحًا على الجبهة المقدونية، مما أجبر بلغاريا بطلب هدنة للسلام في 26 سبتمبر 1918 جعل القسطنطينية مكشوفة، فواجه العثمانيون فجأة اضطرارهم للدفاع عن إسطنبول ضد حصار أوروبي بري دون مساعدة من البلغار. نتيجة لذلك وبعد أيام قليلة من توقيع هدنة سالونيك بين البلغار والحلفاء، أي في 2 أكتوبر اتصل حاكم أزمير العثماني برئيس الإسطول البريطاني الراسي في مودروس، والذي كان تمهيدًا لمفاوضات أخرى على مستوى أعلى بين الجانبين. وفي الأول من الشهر استولى البريطانيون وحلفاؤهم العرب على دمشق وفي الثامن منه استقالت الحكومة.
عرّضت الهدنة البلغارية الإمدادات الألمانية للعثمانيين للخطر، وهي التي تعتمد عليها في المجهود الحربي؛ فانقطعت السكك الحديدية بين الرايخ والسلطنة مرة أخرى بعد استسلام بلغاريا، مما أدى إلى عزل الوحدات الألمانية التي تقاتل إلى جانب العثمانيين في الشام والعراق عن الرايخ، وحُرم الألمان والعثمانيين من الإمدادات التي كانت تأتي عبر سكك حديد البلقان.
وقد زار الصدر الأعظم طلعت باشا برلين وصوفيا في سبتمبر 1918، وخرج بانطباع بأنهم لن ينتصروا في الحرب. وسعت ألمانيا إلى سلام منفصل، وسيضطر العثمانيون إلى ذلك أيضًا. فأقنع طلعت باشا الأعضاء الآخرين في الحزب الحاكم بضرورة الاستقالة، لأن الحلفاء سيفرضون شروطًا أقسى بكثير إذا اعتقدوا أن الأشخاص الذين بدأوا الحرب لا يزالون في السلطة. كما سعى إلى الولايات المتحدة لمعرفة ما إذا كان بإمكانه الاستسلام لهم والاستفادة من النقاط الأربعة عشرة على الرغم من عدم وجود حرب بين السلطنة والولايات المتحدة؛ لكن الأمريكيين لم يردوا لأنهم كانوا ينتظرون نصيحة بريطانية عن كيفية الرد والتي لم تأت أبدًا. وبسبب عدم تمكنهم من صد الهجوم على العاصمة، ألقى القادة العثمانيون اللوم على بعضهم البعض من هذا الوضع المزري. وانتهى الأمر بأنور باشا أن يكون كبش فداء للهزيمة. وفي 13 أكتوبر استقال طلعت وبقية وزارته. وحل أحمد عزت باشا محله في 14 أكتوبر، وتم تشكيل حكومة جديدة التي طلبت الهدنة.

## انتهاء الحرب

### هدنة مودروس
حاولت الحكومة التي تولت السلطة في 14 أكتوبر إقامة اتصالات مع الحلفاء. فحاولت التواصل مع ممثلي الحلفاء في برن، ومع الأمريكيين من خلال سفارتها في مدريد، وفي 16 أكتوبر أرسل أحمد عزت باشا الجنرال البريطاني تشارلز تاونسند الأسير عندها منذ 1916 إلى الحكومة البريطانية للتفاوض، وكان برفقته مبعوث عثماني. وكانت الحكومة البريطانية راغبة بالتفاوض، ولكنها حريصة أن تجريها بمفردها. قد تكون هناك رغبة في إبعاد الفرنسيين عن «الغنائم» الإقليمية الموعودة لهم في اتفاقية سايكس بيكو. كان طلعت باشا (قبل الاستقالة) حاول التواصل مع لويس فرانشيت ديسبري قائد الجبهة المقدونية، لكن الرد كان قد تأخر. قام مجلس الوزراء البريطاني بتفويض الأدميرال كالثورب لإجراء المفاوضات، واستبعاد الفرنسيين صراحةً منها. بدأت المفاوضات يوم الأحد 27 أكتوبر في البارجة البريطانية HMS Agamemnon قبالة جزيرة ليمنوس مع وصول الوفد العثماني. رفض البريطانيون طلب نائب الأدميرال الفرنسي جان أميت بالانضمام؛ وترأس الوفد العثماني وزير الشؤون البحرية رؤوف بك.
وفي 30 أكتوبر تم التوقيع على هدنة مودروس. بين وزير البحرية العثماني رؤوف بك؛ والبريطانيين الذين أنابوا عن جميع الحلفاء، بعد إصرارهم على التفاوض مع العثمانيين لوحدهم، على الرغم من اعتراض الفرنسيين. ودخلت الاتفاقية حيز التنفيذ ظهر اليوم التالي.
أملى البريطانيون شروط هدنة غامضة للغاية، باستثناء ما يتعلق بهم في المقام الأول؛ والباقي ينتظر ما تقرره معاهدات السلام النهائية. لم يدخل الفرنسيون في المحادثات مع العثمانيين، فأدى ذلك إلى قيامهم ببعض الأحداث الدعائية، مثل العرض العسكري في القسطنطينية أو إعادة الافتتاح الرسمي للسفارة التي نظمها فرانشيت ديسبري.
اشترطت الهدنة تسريح القوات العثمانية؛ كان على أولئك الذين ما زالوا يدافعون عن مواقعهم في بلاد الشام والعراق وطرابلس أن يستسلموا للحلفاء. وفي الواقع فإن البريطانيون هم فقط الذين سيأخذون نقاطًا إستراتيجية مختلفة: الدردنيل والبوسفور ونفق جبال طوروس وباطوم وباكو. دخل الحلفاء تراقيا في سبع فرق من جيش الشرق، ودخلوا أيضًا شبه جزيرة جاليبولي وساحل بحر مرمرة. كما طُلب من السلطنة قطع العلاقات الدبلوماسية مع قوى المركز وإخراج قواتهم من الأراضي العثمانية.
ومع ذلك فقد صور للجمهور العثماني انطباعات إيجابية مضللة عن شدة شروط الهدنة. فقد اعتقدوا أن شروطها كانت أكثر تساهلاً بكثير مما كانت عليه في الواقع، وهو مما أثار لاحقًا استياء من أن الحلفاء قد خانوا الشروط المعروضة.

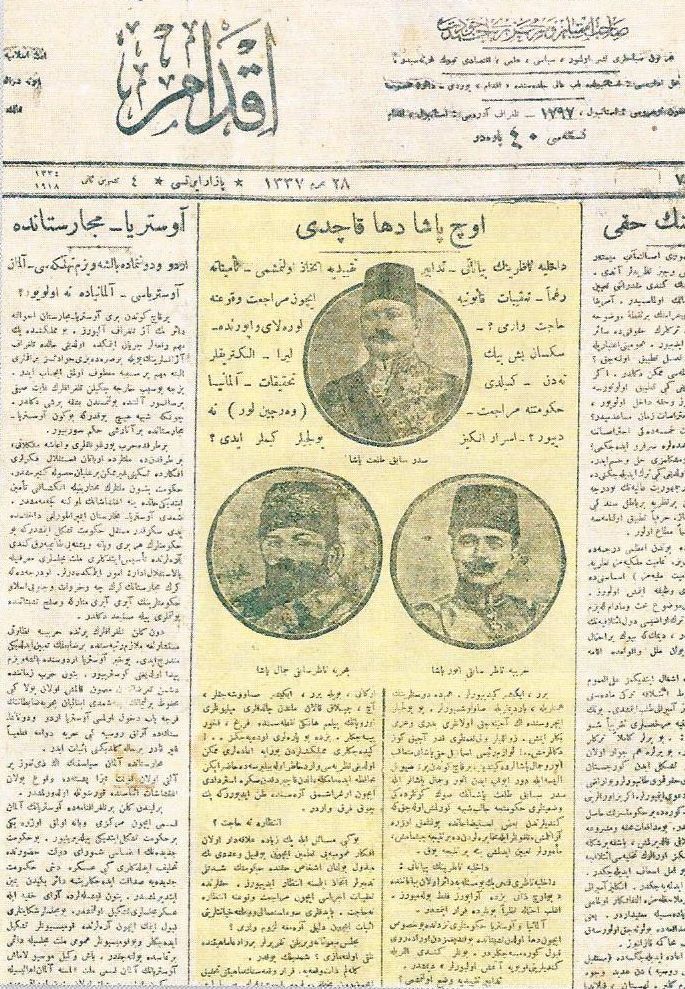
صحيفة إقدام في 4 نوفمبر 1918 نشرت أن الباشوات الثلاثة قد غادروا البلاد.

### معاهدة السلام
وفقًا لأحكام معاهدة سيفر فإن السلطنة احتفظت بعاصمتها إسطنبول، لكنها فقدت أراضيها العربية. وأخذت فرنسا سوريا وبريطانيا أخذت فلسطين والعراق تحت الانتداب من عصبة الأمم. خضعت المضائق وبحر مرمرة للسيطرة الدولية. وأخذت اليونان إزمير ومنطقتها، بعد استفتاء صوري كانت نتيجته لصالح أثينا، حصلت أيضا على غالبية جزر بحر إيجة وشبه جزيرة جاليبولي وتراقيا، باستثناء العاصمة العثمانية. واحتفظت إيطاليا بدوديكانيسيا. وأضحى الجيش والدرك تحت سيطرة الحلفاء، بالإضافة إلى سيطرتهم على التمويل الحكومي. وظهرت دولة أرمينية عاصمتها أرضروم، وحصل الأكراد على حكم ذاتي لإقليمهم. وجرى تقسيم جزء كبير من البلاد باستثناء العاصمة إسطنبول ومنطقة بيثينيا بين بريطانيا وفرنسا وإيطاليا لتكون مناطق نفوذ.
وقد قدم الحلفاء تلك المعاهدة إلى الحكومة العثمانية في 10 يونيو 1920، وصدقت عليها في 10 أغسطس. وكان التأخير بسبب صعوبة تشكيل حكومة مستعدة لقبوله.

## النتائج
عند النظر إلى الخسائر العثمانية في الحرب العالمية الأولى: فإن السلطنة حشدت ما مجموعه 2,6 مليون رجل، وفقدت 325,000 رجل وأصيب 400,000. وأُسر 202 ألف جندي، معظمهم من البريطانيين والروس، وهرب مليون منهم، ولم يتبق سوى 323 ألف رجل تحت السلاح عند الهدنة. فدورها في الحرب العالمية له من الإهمال الشيء الكثير. دخلت الإمبراطورية البريطانية في الصراع بـ 2,550,000 جندي على جبهات عثمانية مختلفة، أو 32٪ من مجموع قوتها؛ وأدخلت الإمبراطورية الروسية حتى 7,020,000 جندي إلى سبتمبر 1916، أو 19٪ من قواتها؛ وفرنسا بـ 50,000 جندي تمركزوا في الدردنيل، وإيطاليا بـ 70,000 رجل في ليبيا ضد التمرد الموالي للعثمانيين. في المجموع فقد كلا من العثمانيون والحلفاء: 1,400,000 جندي. لولا دخول العثمانيين إلى الحرب، كان من المحتمل أن يكون انتصار الحلفاء أسرع.
بالإضافة إلى الخسائر البشرية فإن خسائر الدولة العثمانية الاقتصادية كانت أيضا ضخمة، حيث بلغت كلفة الحرب 398.5 مليون ليرة عثمانية، أي ما يعادل 9.09 مليار فرنك ذهبي في ذلك الوقت: لقد أفلست الدولة العثمانية تمامًا سنة 1918.

## معلومة
1. ↑  أربعة وثلاثون مليون ليرة تركية بين 1911 و 1913.[7]
2. ↑  سرعان ما اصطدمت الأهداف العثمانية في المنطقة بالألمان.
3. ↑  كانت المعاهدة غامضة للغاية في شروطها، فهي تجبر العثمانيين على التدخل فقط في حالة وقوع هجوم روسي على النمسا-المجر.
4. ↑  كان الطرادين الألمانين موجودين في البحر الأبيض المتوسط وتم بيعهم إلى الدولة العثمانية[44] وكانت محايدة رسميًا في تلك اللحظة، ومع ذلك فقد بقيت الطواقمهم الألمانية فيها.[74]
5. ↑  حسب والدر في 4 نوفمبر، وفي 5 نوفمبر فعلت فرنسا والمملكة المتحدة الشيء نفسه.[77]
6. ↑  وقد جرى احتلال الإمارة من قبل القوات الصربية والجبل الأسود واليونان وإيطاليا، وحاولت قوى المركز تعزيز انعدام الأمن في البلاد.
7. ↑  تتراوح التقديرات من 19 إلى 23 مليون، والتي استندت إلى بيانات تعداد 1908، محدثة بافتراضات مختلفة لسنة 1914[5]
8. ↑  مليونان وستمائة ألف حسب كسابا.[44]
9. ↑  ذكر كسابا أن عدد الفرق في بداية الحرب كانت ثمانية وثلاثين فرقة.[44] أما إريكسون فقد أشار إلى أنها ستة وثلاثين فرقة، مكونةً أربعة جيوش.[104]
10. ↑  ذكر والدر إلى الخسائر أقل بكثير للمعركة: ثلاثون ألف جندي من ثلاثة وتسعين ألفًا بقيادة أنور باشا. ومع ذلك فإنه أشار إلى أن حوالي ثمانية عشر ألفًا فقط نجوا من الحملة.
11. ↑  شاركت فرقتان ، الخامس عشر والخامس والعشرون ، في المعارك الأولى في دبروجة، وانضمت الفرقة الثالثة إلى غزو الأفلاق في أواخر نوفمبر.[163] وهكذا وفقًا لإريكسون فعدد الفرق العثمانية التي قاتلت على تلك الجبهة كانت ثلاثة وليست أربعة.
12. ↑  حاول العثمانيون والألمان عبثًا إثارة الشعب المصري ضد البريطانيين.
13. ↑  استولى الحلفاء أيضًا على جزر صغيرة في بحر إيجة وجنوب الأناضول، بالتعاون مع الأرمن وسكانها المسيحيين في المنطقة.
14. ↑  حسب إريكسون، فإن الخسائر كانت أقل بكثير: حوالي الألف.[174]
15. ↑  حصلت شركة النفط الأنجلو-فارسية على امتياز استغلال حقول النفط الفارسية الوفيرة في الوقت الذي بدأت فيه البحرية في استخدام النفط بدلاً من الفحم لتشغيل البوارج.[182]
16. ↑  على وجه التحديد: 27600 قتيل و 51400 جريح و 13500 أسير ومفقود.[164]
17. ↑  تم الاتفاق على شروط إنهاء الأعمال العدائية خلال العديد من مؤتمرات الحلفاء التي عقدت بين 6 و 8 أكتوبر، لكن البريطانيين كانوا راضين عن قبول العثمانيين للبنود الأربعة الأولى المتفق عليها (من الخمسة والعشرين المتفق عليها في الاجتماعات).

## ببليوغرافيا
- Akın, Yiğit (2018). When the War Came Home: The Ottomans' Great War and the Devastation of an Empire. Stanford University Press.
- Erickson، Edward J. (2001). Ordered to Die: A History of the Ottoman Army in the First World War. Westport, CT: Greenwood.
- Fromkin، David (2009). سلام ما بعده سلام. Macmillan. ISBN:978-0-8050-8809-0.
- Finkel، Caroline (2007). Osman's Dream: The History of the Ottoman Empire. Basic Books.
- Kent، Marian (1996). The Great Powers and the End of the Ottoman Empire. Routledge. ISBN:0714641545.
- Nicolle، David (2008). The Ottomans: Empire of Faith. Thalamus Publishing. ISBN:1902886119.
- Francesco Pongiluppi (2015). The Energetic Issue as a Key Factor of the Fall of the Ottoman Empire. in "The First World War: Analysis and Interpretation" (ed. by Biagini and Motta), Vol. 2., Newcastle, Cambridge Scholars Publishing, pp. 453–464.
- Reynolds، Michael A. (2011). Shattering Empires: The Clash and Collapse of the Ottoman and Russian Empires 1908–1918. Cambridge University Press. ص. 324. ISBN:0521149169.
- Shaw، Ezel Kural (1977). History of the Ottoman Empire and Modern Turkey. New York: Cambridge University Press. ISBN:0-521-21280-4. مؤرشف من الأصل في 2022-12-07.